# Renzo Piano
Renzo Piano (Genova, 14 settembre 1937) è un architetto italiano.
Residente a Parigi e in possesso anche della cittadinanza francese, è considerato uno degli architetti più influenti, prolifici e attivi a livello internazionale del XX e XXI secolo, vincitore di numerosi premi, tra cui il Premio Pritzker consegnatogli dal Presidente degli Stati Uniti Bill Clinton alla Casa Bianca nel 1998 e la medaglia d'oro AIA nel 2008.
Nel 2006 diventa il primo italiano inserito dal Time nella Time 100, l'elenco delle 100 personalità più influenti del mondo, nonché nell'elenco delle dieci persone più importanti nel settore Arte e intrattenimento. Dal 30 agosto 2013 è senatore a vita della Repubblica Italiana, su nomina del presidente Giorgio Napolitano.

## Biografia
Nato a Genova, nel quartiere di Pegli, in una famiglia di costruttori edili, da Rosa Odone e Carlo Piano, dopo aver conseguito il diploma di maturità classica al liceo Mazzini di Pegli frequenta la facoltà di Architettura prima all'Università di Firenze e poi al Politecnico di Milano, città dove ancora studente comincia a frequentare lo studio di Franco Albini considerato da Renzo Piano il proprio mentore italiano. Prima di laurearsi si reca anche a Parigi dove frequenta presso la Conservatoire national des arts et métiers le lezioni di Jean Prouvé che poi Renzo Piano ritroverà come presidente della commissione giudicatrice per il progetto del Centro Georges Pompidou. Si laurea nel 1964 con 100/110 al Politecnico di Milano con una tesi su «Modulazione e coordinamento modulare» seguita dal prof. Giuseppe Ciribini; diventa allievo di Marco Zanuso.
Grazie al padre, costruttore edile, ha subito la possibilità di conoscere la vita di cantiere e di esercitare la professione, nonché di instaurare le prime relazioni con i clienti. Dopo essere stato alcuni anni presso lo studio di Franco Albini tra il 1965 e il 1970 viaggia tra gli Stati Uniti e l'Inghilterra per completare la sua formazione. A Londra insegna per due anni presso l'Architectural Association School of Architecture dove conosce Richard Rogers.
Fin dall'inizio la sua cifra stilistica è contraddistinta da una costante ricerca e sperimentazione nei riguardi dei materiali e delle tipologie strutturali e da una forte vena anti-accademica entrambe alimentate, come più volte affermato, da una passione totalizzante per la tecnica e il costruire. Nel 1968 partecipa alla XIV Triennale di Milano, per cui realizza un padiglione. Nel 1969, a seguito della crescente fama nazionale, dovuta anche alla pubblicazione delle opere sulle riviste del settore (Domus e Casabella), Piano realizza il padiglione per l'industria italiana all'Esposizione Universale del 1970 a Osaka. Nel 1970 Monica Pidgeon, detta la First lady dell'architettura britannica editore per 30 anni della rivista AD- Architectural Design, organizza una mostra sui suoi lavori sperimentali.
Dal 2006 al 2011 ha fatto parte della giuria del Premio Pritzker.
Nel maggio 2016 prende posizione a favore della Riforma costituzionale Renzi-Boschi dichiarando: «Al referendum costituzionale voterò sì. Se il Senato diventa piccolo, meno ridondante e se costa meno, è una cosa buona.»
Nel giugno 2020, insieme ad altri architetti, premi Nobel per l'economia e leader di organizzazioni internazionali, ha firmato l'appello per un'economia viola («Per un rinascimento culturale dell'economia») pubblicato sul Corriere della Sera, El País e Le Monde.
Da aprile 2023 è membro del cda della Fondazione Agnelli.

### La fama internazionale: ilCentre Georges Pompidoue lo stilehigh-tech

Il "Centre Georges Pompidou" a Parigi (1971)

Con grande sorpresa, vista la giovane età, Piano e Richard Rogers, insieme a Gianfranco Franchini, vincono nel 1971 il concorso internazionale per la realizzazione del Centro Georges Pompidou (noto anche come Beaubourg) a Parigi battendo gli altri 681 concorrenti, provenienti da 49 paesi diversi, con un progetto molto audace e con una portata rivoluzionaria per l'epoca, soprattutto considerando che si andava a inserire nel centralissimo 4º arrondissement, non lontano da Le Marais. Considerato il manifesto dell'architettura high-tech, è oggi uno dei monumenti di Parigi più visitati. A proposito del progetto del Centre Pompidou, Piano dichiarò che l'intento era quello di realizzare:
(Renzo Piano)
 Il progetto dà fama internazionale a Piano e Rogers, che nel 1977 si separano. Piano si unisce a Peter Rice (1935-1993), famoso ingegnere civile, per fondare l'Atelier Piano & Rice.

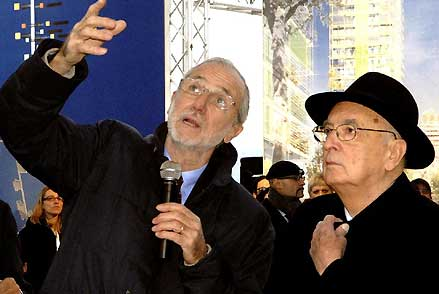
Piano con il presidente della Repubblica Giorgio Napolitano in visita alle aree di trasformazione dell'area ex Falck (2007)

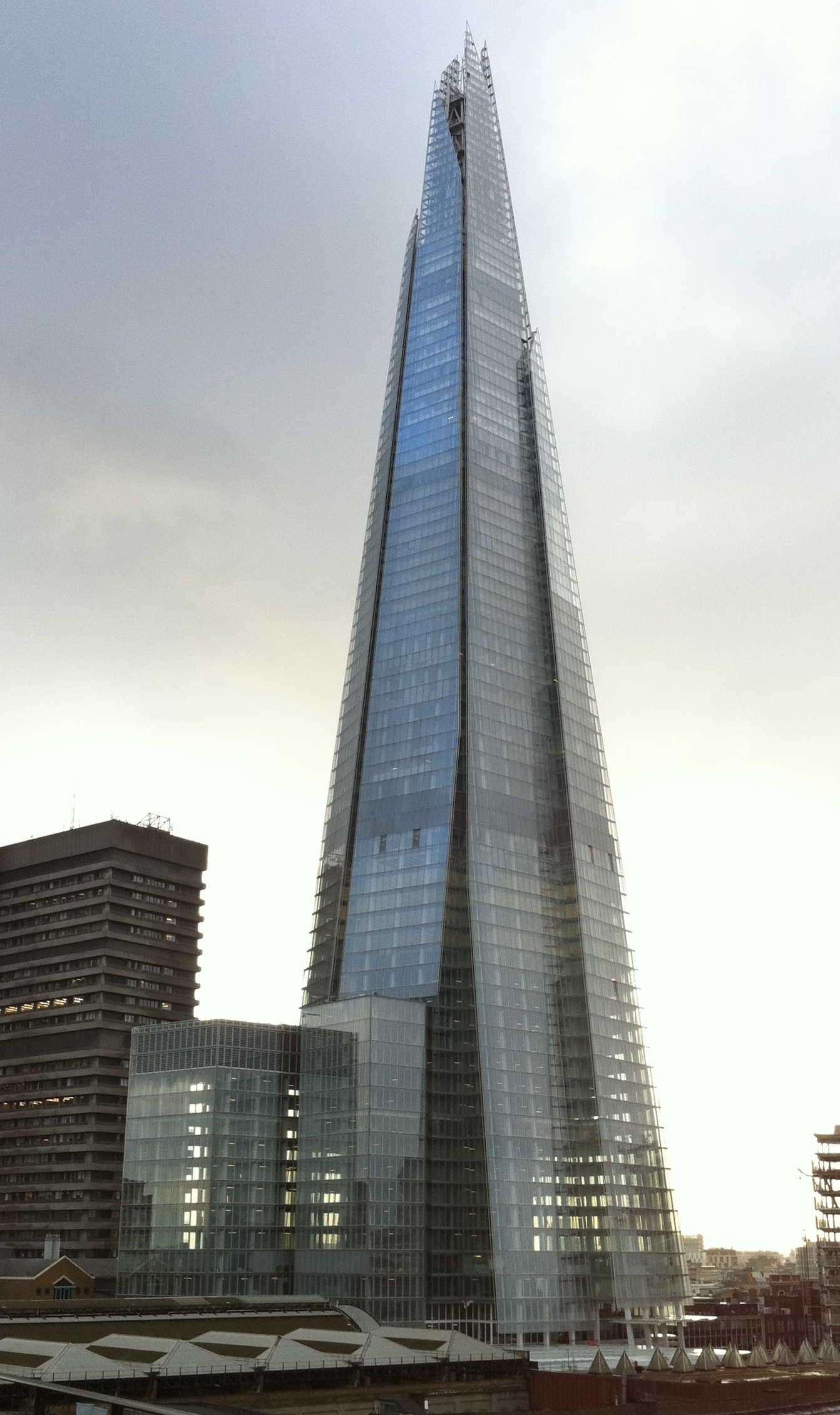
Shard London Bridge (The Shard - la scheggia), Londra

Più tardi, Piano contesterà l'utilizzo del termine high-tech in riferimento alla sua architettura, facendo notare come anche il Centre Pompidou abbia, a ben guardare, un'architettura molto legata all'artigianalità, in cui ogni componente è stato disegnato e realizzato su misura. La scelta di quel tipo di struttura non era dettata dall'esigenza di esaltare la tecnologia ma da «[...] una volontà di ribellione al confinamento della cultura in luoghi specialistici, e un tentativo di farne una fabbrica, un'officina». Il progetto secondo molti critici risente della cultura architettonica presente nell'Architectural Association School of Architecture in particolare si nota l'influenza del gruppo Archigram ma soprattutto vi sono molti elementi in comune con il progetto del Fun Palace, un museo di nuova concezione mai realizzato, dell'architetto Cedric Price allievo e in seguito docente presso la stessa scuola dal 1958 al 1964.

### IlRenzo Piano Building Workshop
Nel 1981 Renzo Piano fonda il Renzo Piano Building Workshop, con uffici a Genova, Parigi e New York.
Nel 1988 il Comune di Genova gli affida l'incarico di ristrutturare il Porto Antico, in vista delle Celebrazioni Colombiane (Expo '92 Genova), festeggiamento dei 500 anni della scoperta dell'America. Il progetto riqualifica l'area dei Magazzini del Cotone e del Millo, a cui si aggiungono nuove costruzioni, come l'Acquario di Genova e il Bigo, l'ascensore panoramico. L'area ha avuto un nuovo intervento di riqualificazione nel 2001, sempre a opera di Piano, in occasione del G8.
Nel 1992 gli viene affidato l'incarico di ricostruire l'area di Potsdamer Platz a Berlino. I lavori si protrarranno fino al 2000 e coinvolgeranno numerosi architetti tra cui Giorgio Grassi, Hans Kollhoff, Helmut Jahn, David Chipperfield, Diener + Diener e molti altri.
Nel 1994 vince il concorso internazionale per il nuovo Auditorium Parco della Musica di Roma, inaugurato nel 2002. Nel 2004 porta a compimento la Chiesa di Padre Pio a San Giovanni Rotondo (Video). Nel 2008, dopo quasi dieci anni di progettazione e lavori, viene inaugurata poi la California Academy of Sciences di San Francisco. Tra gli edifici più eco-sostenibili al mondo per la ricercatezza con cui sono stati scelti i materiali.
Nel 2006 Thomas Pritzker, chairman della Officer of The Pritzker Organization e membro della giuria che assegna il Premio Pritzker, lo sceglie per progettare la sua villa ad Aspen, che diventerà il primo progetto di residenza privata unifamiliare di Piano.
Il 5 luglio 2012 a Londra viene inaugurato The Shard (La Scheggia), di cui Renzo Piano è progettista, che con i suoi 310 metri risulta in quel momento essere il più alto grattacielo d'Europa e 57º al mondo.
Nello stesso 2012, viene presentato il progetto di RPBW del Nuovo palazzo di Giustizia di Parigi, un grattacielo di 160 metri che diventerà la più alta costruzione della città dopo la Torre Eiffel e la Tour Montparnasse. Contemporaneamente l'Academy of Motion Picture Arts and Sciences - l'organismo che assegna i premi Oscar - sceglie Renzo Piano e Zoltan Pali per il progetto del nuovo Academy Museum of Motion Pictures da realizzare a Los Angeles. La CEO dell'Academy Dawn Hudson motivando la scelta dichiara: 

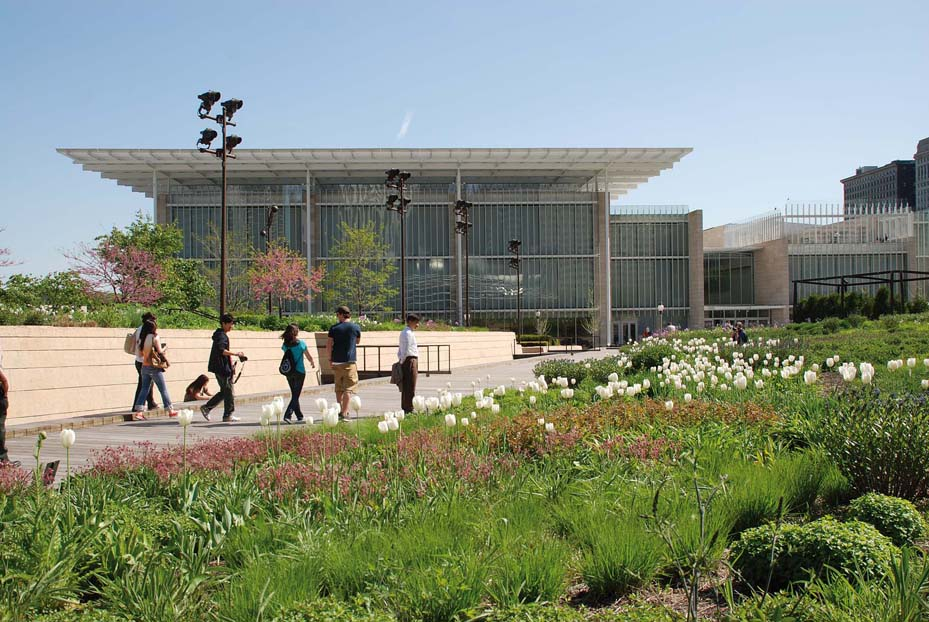
2000-09, Art Institute of Chicago – The Modern Wing

A Piano è stata dedicata nel 2007 una mostra monografica alla Triennale di Milano. Centrata sui quarant'anni di carriera dell'architetto, è stata intitolata Renzo Piano Building Workshop - Le città visibili. In essa sono stati presentati disegni originali, progetti e modelli riguardanti fra l'altro il Centro Georges Pompidou di Parigi, la riconversione del Lingotto di Torino, la Cité Internationale di Lione e la ristrutturazione del porto antico di Genova.
Ha ottenuto diverse cittadinanze onorarie come quella dalla città di Apricena, quando usò la pietra della cittadina omonima per la costruzione della Chiesa di Padre Pio a San Giovanni Rotondo, e come quella dalla città di Sarajevo in Bosnia.
Piano, che è anche ambasciatore dell'UNESCO, è entrato, nel maggio 2007, a far parte della squadra del sindaco di Genova Marta Vincenzi come consulente all'urbanistica sulla base di un progetto che porterà a definire le linee della città del terzo millennio. Renzo Piano è inoltre consulente all'urbanistica presso il comune di Trento, dove è attualmente in costruzione il nuovo quartiere Le Albere nell'area ex-Michelin basato su un suo progetto.
Nel 2010 il Renzo Piano Building Workshop è inoltre il primo studio di Architettura per fatturato sia in Francia, con 45 785 000 €, sia in Italia, con 11 294 000 € dichiarati

## LaFondazione Renzo Piano
Nel 2004, a Genova, viene costituita la Fondazione Renzo Piano, un ente non-profit dedicato alla promozione di diverse attività, tra cui la conservazione e valorizzazione dell'archivio dello Studio Renzo Piano, formazione e didattica rivolta ai giovani architetti, comprese borse di studio, pubblicazione di libri e promozione di mostre. La fondazione è finanziata da Renzo Piano e dal Renzo Piano Building Workshop, oltre che con i proventi dei diritti sull'uso del materiale degli archivi per mostre e pubblicazioni. La fondazione promuove stage presso gli uffici della RPBW di Genova e Parigi rivolti a 15 studenti iscritti all'ultimo anno della Facoltà di Architettura.

## Senatore a vita

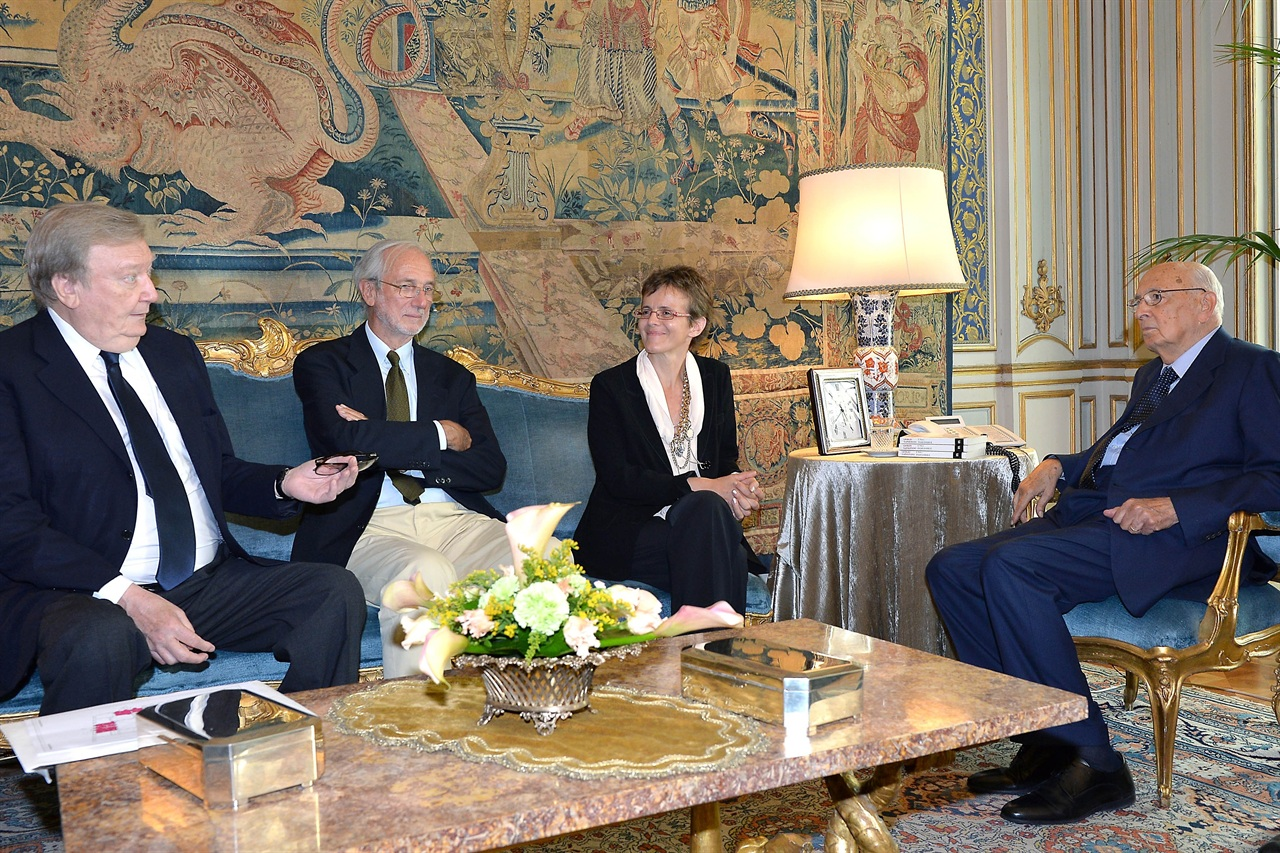
Renzo Piano con i senatori a vita Elena Cattaneo e Carlo Rubbia a colloquio con Giorgio Napolitano

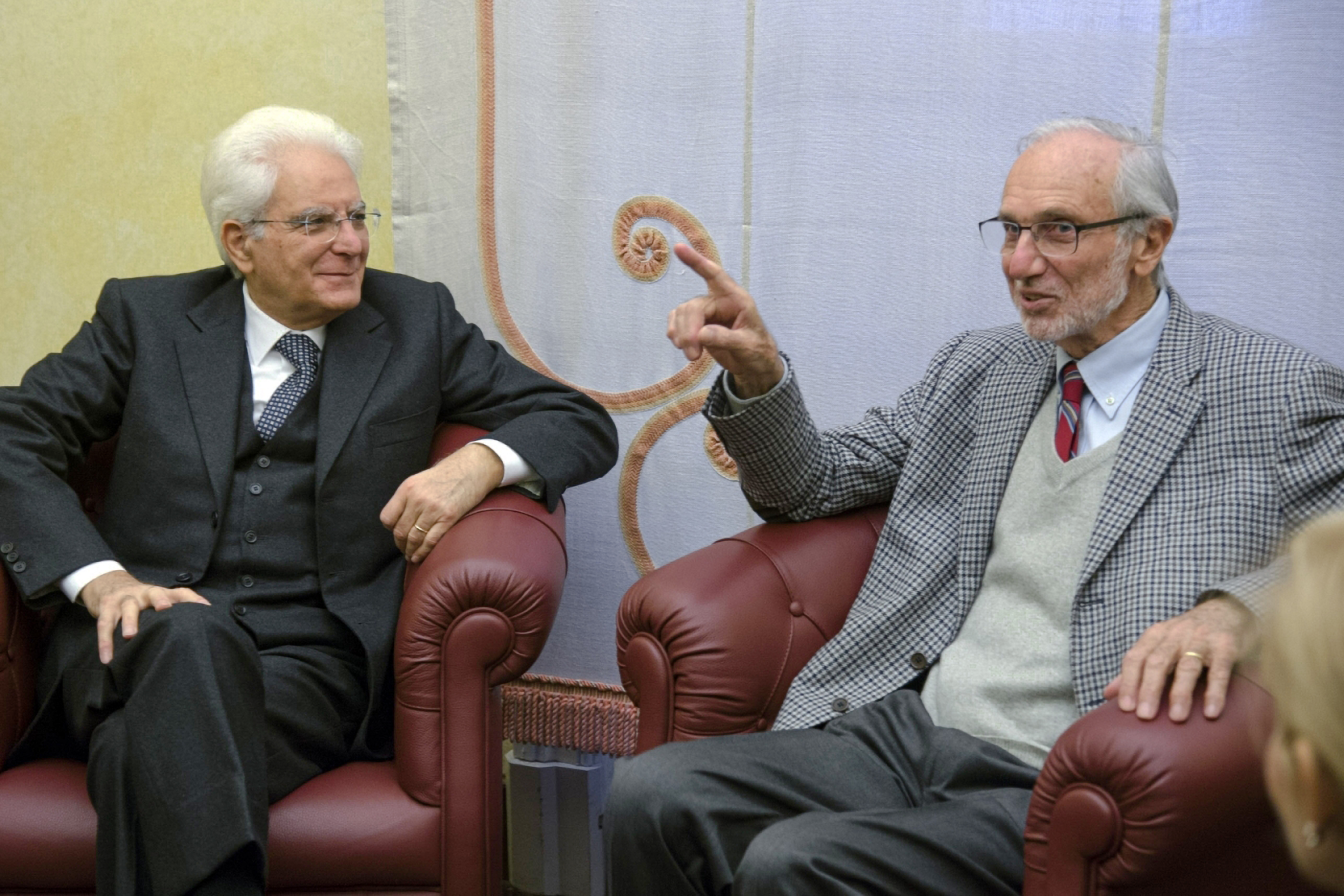
Renzo Piano con il Presidente della Repubblica Sergio Mattarella

Dal 30 agosto 2013 è senatore a vita della Repubblica Italiana, nominato dal presidente Giorgio Napolitano.
Su sua disposizione l'ufficio che gli spetta quale membro della camera alta italiana è stato messo a disposizione di un gruppo di 30 giovani architetti fra i 29 e i 38 anni, selezionati tra le oltre 600 candidature. Il team, chiamato G124 e finanziato con lo stipendio da senatore di Piano, concentrerà la sua attività sul recupero e sulla trasformazione delle periferie italiane.

La sua nomina, insieme a quelle contemporanee del fisico Carlo Rubbia e del direttore d'orchestra Claudio Abbado, hanno creato polemiche nel PDL per la posizione critica di Piano nei confronti di Silvio Berlusconi. Due anni prima Piano durante un'intervista al Time aveva dichiarato: 
Durante la 174ª seduta pubblica del Senato di giovedì 23 gennaio 2014 ha tenuto un discorso di commemorazione in memoria dell'amico e collega senatore Claudio Abbado, appena scomparso.
Nell'ottobre del 2017 è intervenuto nel dibattito sull'approvazione dello Ius Soli entro la fine della XVII Legislatura definendo il no all'approvazione della legge come un atto di crudeltà e aderendo allo sciopero della fame assieme ad altre personalità politiche tra cui il Ministro delle Infrastrutture e Trasporti Graziano Delrio.

## Progetti[48]
(Rafael Moneo)

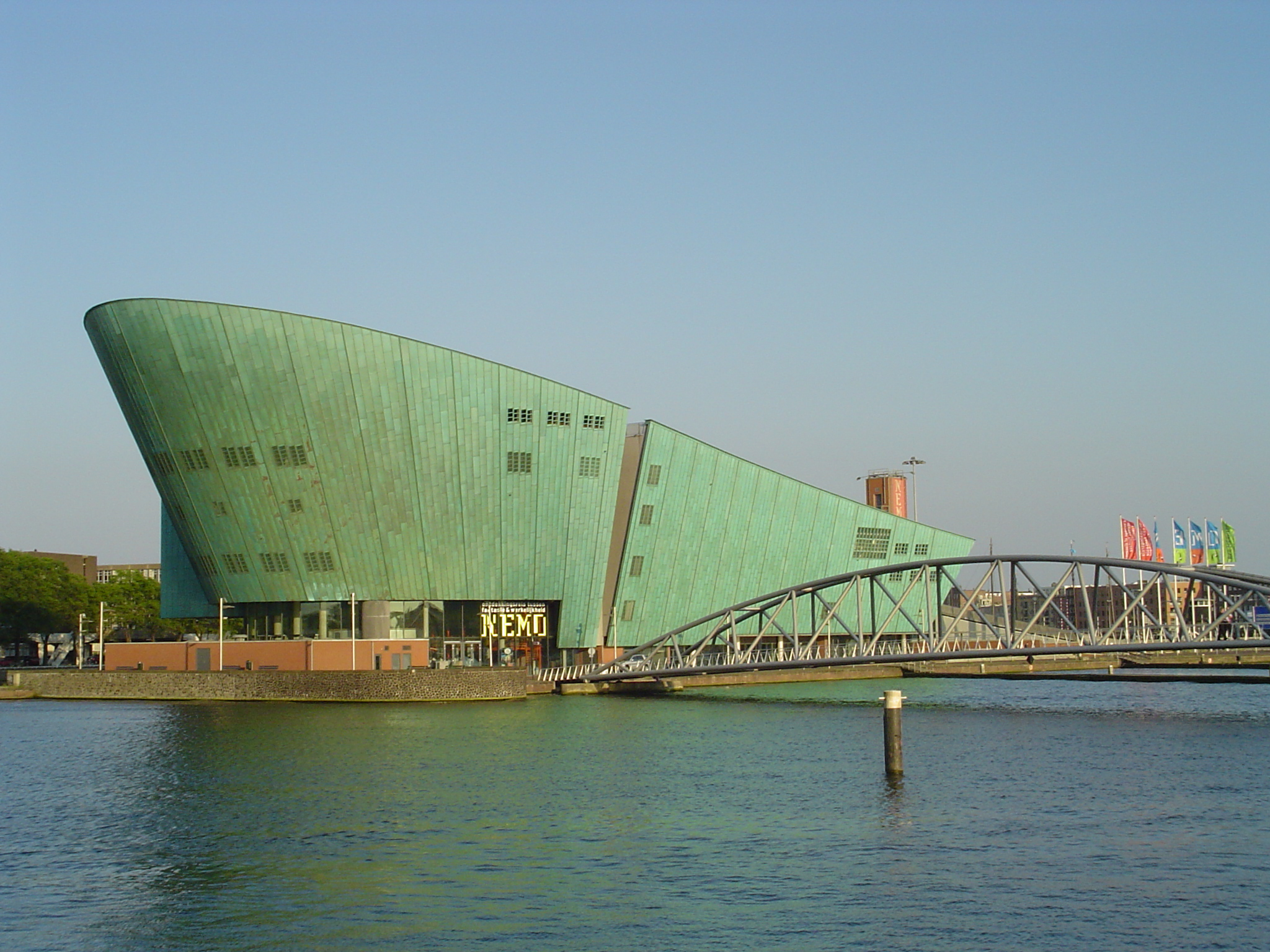
Il NEMO di Amsterdam

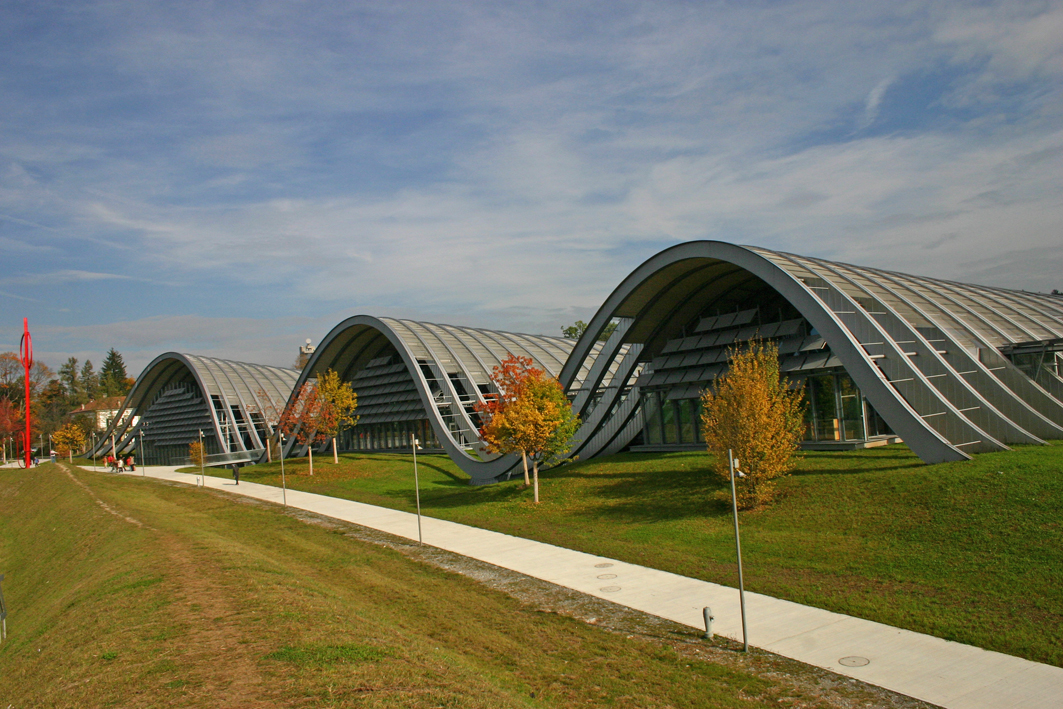
Il Zentrum Paul Klee di Berna

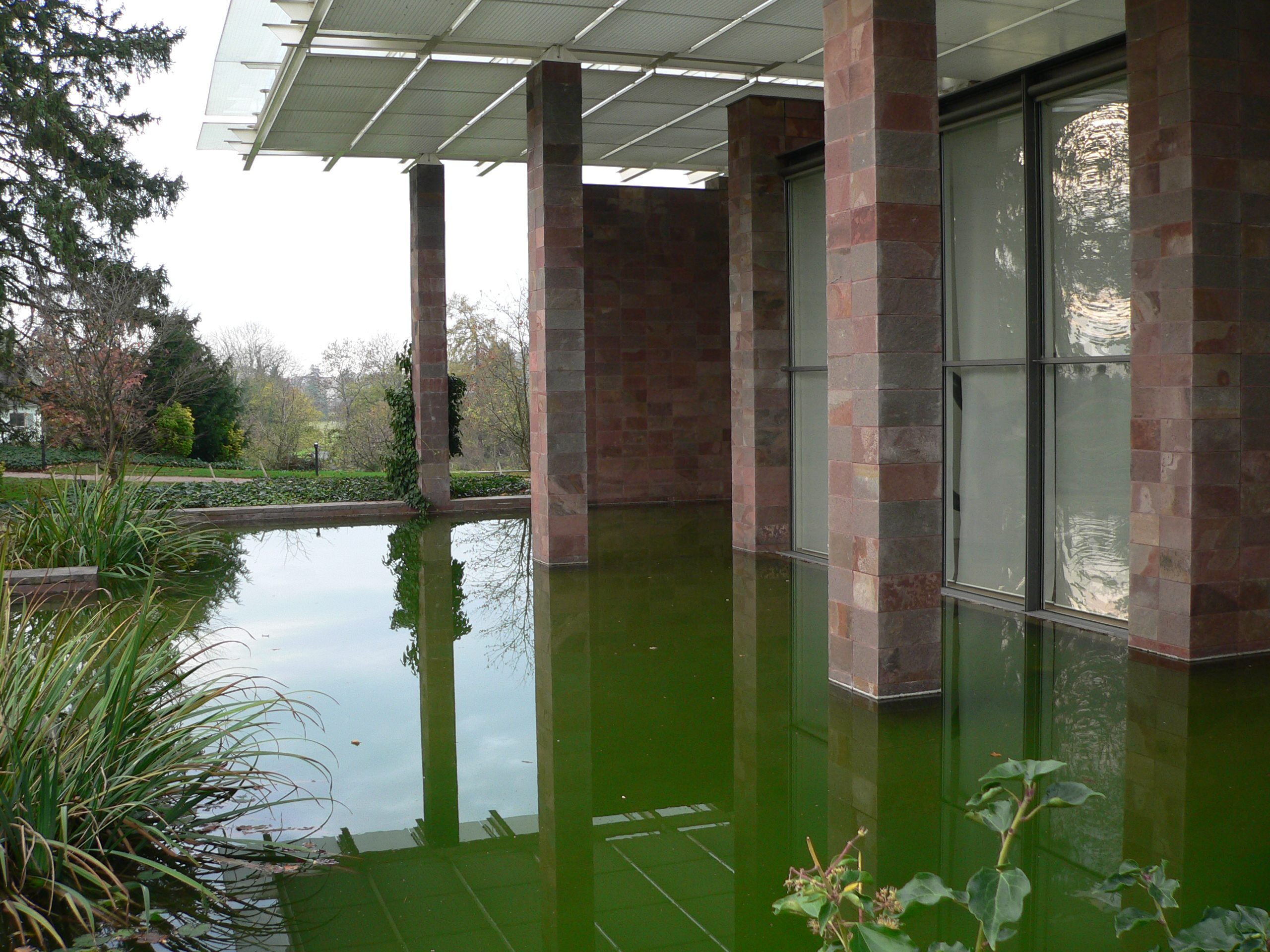
La Fondazione Beyeler di Riehen (Basilea)

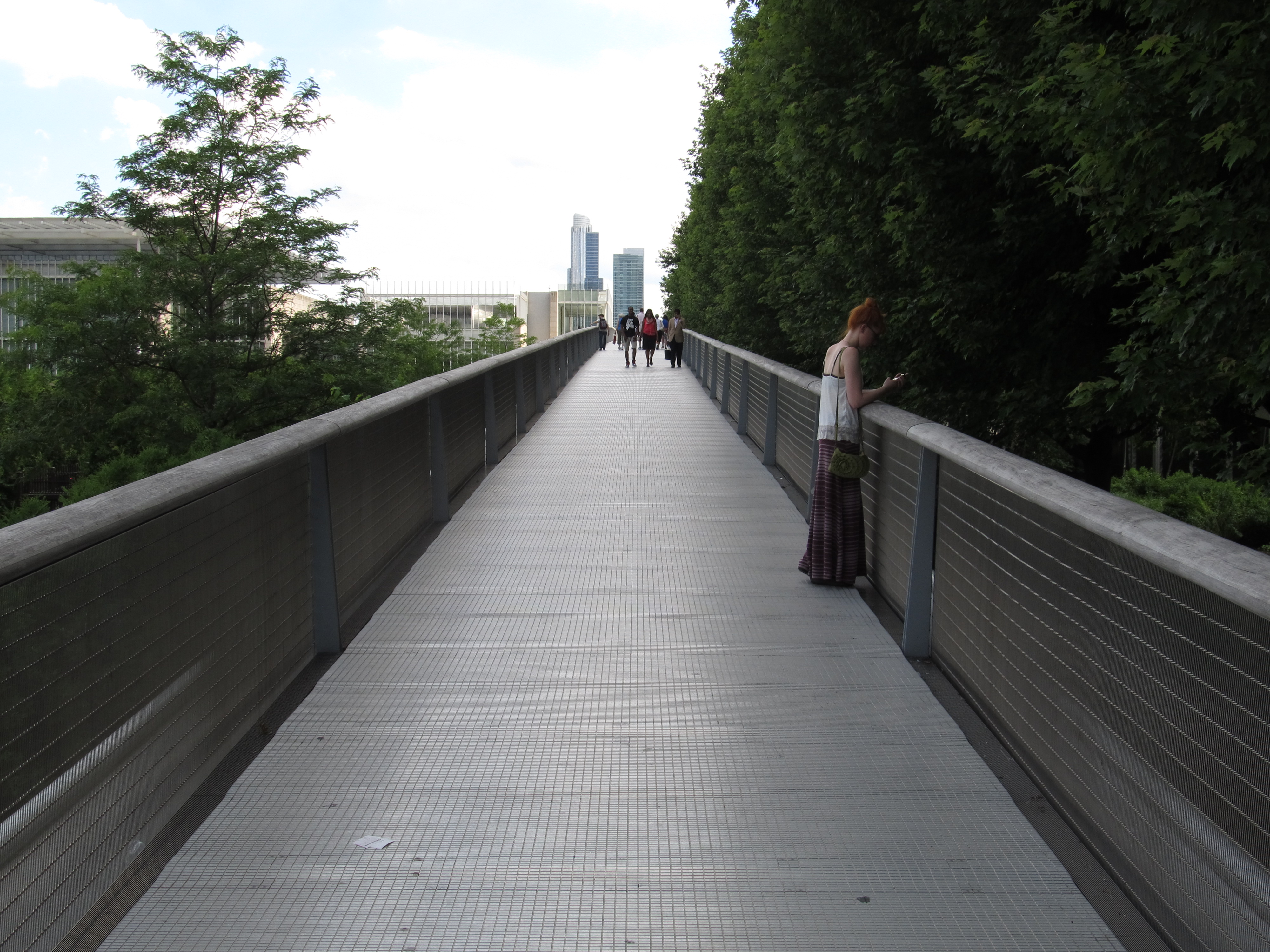
Il Nichols Bridgeway di Chicago

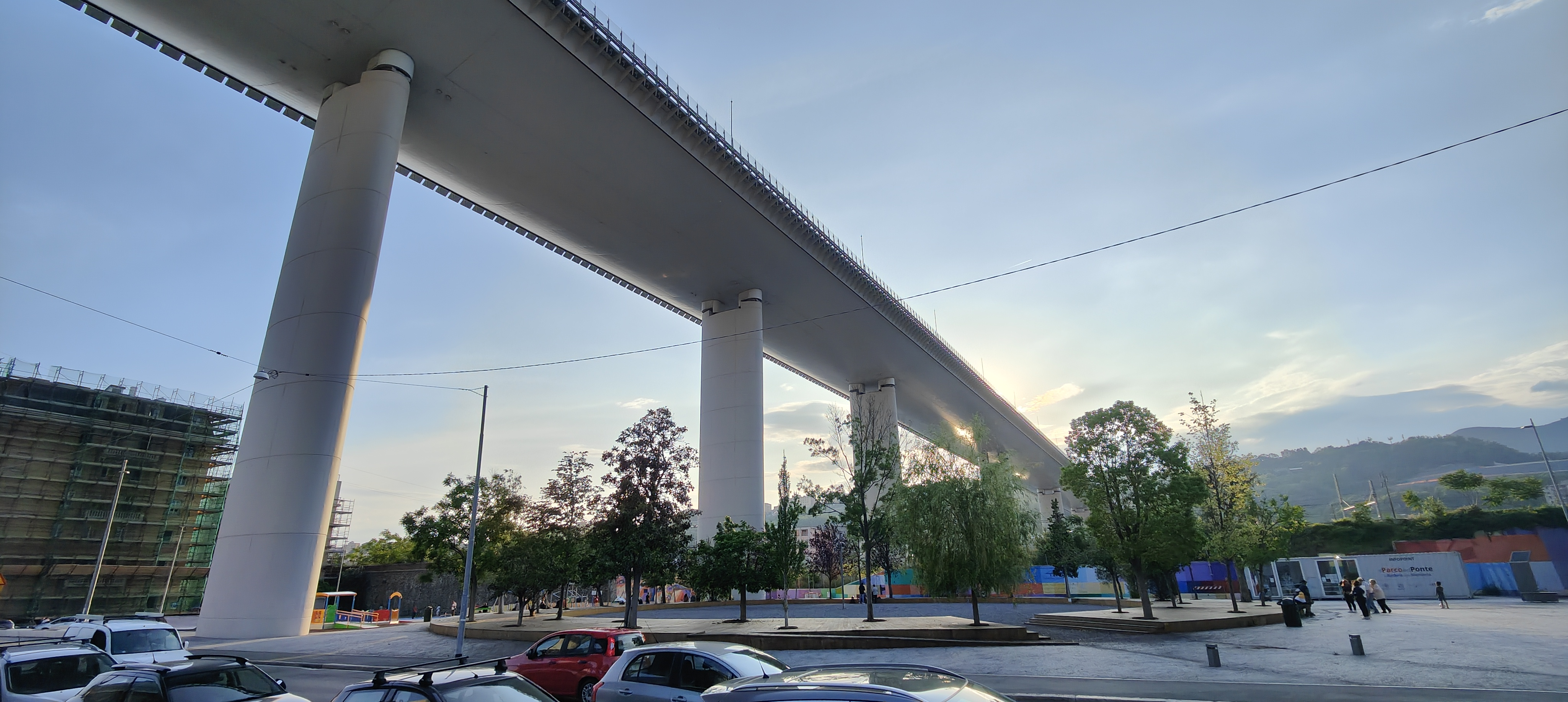
Il Viadotto Genova San Giorgio (Genova)

- 1964-1965: Progetti sperimentali sulle strutture leggere e tensostrutture
- 1966: Struttura mobile per l'estrazione dello zolfo, Pomezia
- 1967: Padiglioni per la XIV Triennale di Milano
- 1968: Copertura stabilimento Olivetti, Scarmagno
- 1968-1969: Studio Piano, Genova
- 1968-1971: Centro commerciale di Fitzroy Street, Cambridge
- 1969: Padiglione dell'Industria Italiana all'Expo Internazionale di Osaka 1970
- 1971-1973: Uffici per la B&B Italia, Novedrate
- 1971-1977: Centre Georges Pompidou, Parigi
- 1973-1974: Ateliér Parigi, Parigi
- 1973-1990: IRCAM, Instituto per la ricerca musicale, Parigi
- 1974: Case monofamiliari, Cusago
- 1977-1980: Studio e Workshop, Genova
- 1979: Riqualificazione del centro di Otranto (progetto UNESCO)
- 1980: 
  - Prototipi della vettura sperimentale VSS per la FIAT
  - Progetto di rinnovamenti del centro storico di Genova
- 1978-1982: 
  - Quartiere residenziale «Il Rigo», Corciano
  - Mostra retrospettiva di Alexander Calder, Torino
  - Esposizione Universale 1989, Parigi
- 1981-1984: Conversione degli stabilimenti Schlumberger, Parigi
- 1982-1986: The Menil Collection, Houston Stati Uniti d'America
- 1983-1984: Spazio musicale per l'opera Prometeo di Luigi Nono, Venezia
- 1983-1986: Padiglione per l'esposizione itinerante IBM
- 1983-2002: Auditorium del Lingotto, Torino
- 1983-2003: 
  - Stazioni metropolitane “Principe”, “Darsena”, “Brin” e “Dinegro”, Genova
  - Uffici per la Olivetti, Napoli
- 1984-1985: 
  - Edificio per uffici per lo stabilimento Lowara, Montecchio Maggiore
  - Restauro degli antichi arsenali, La Canea
- 1985-1987: Sede dell'Istituto Sperimentale dei Metalli Leggeri, dal 2001 sede del Polo Scientifico e Tecnologico di Novara
- 1985-1992: Sede del Credito Industriale Sardo, Cagliari
- 1986: 
  - Restauro dell'antico fossato di Rodi, Grecia
  - Restauro della Basilica Palladiana, Vicenza
  - Concorso per il parco di attrazione Jules Verne, Amiens
- 1987: Kandhar Center, Sestriere
- 1987-1988: Intervento nella città archeologica, Pompei
- 1987-1990: 
  - Stadio San Nicola, Bari
  - Centro commerciale Bercy 2, Charenton le Pont, Parigi

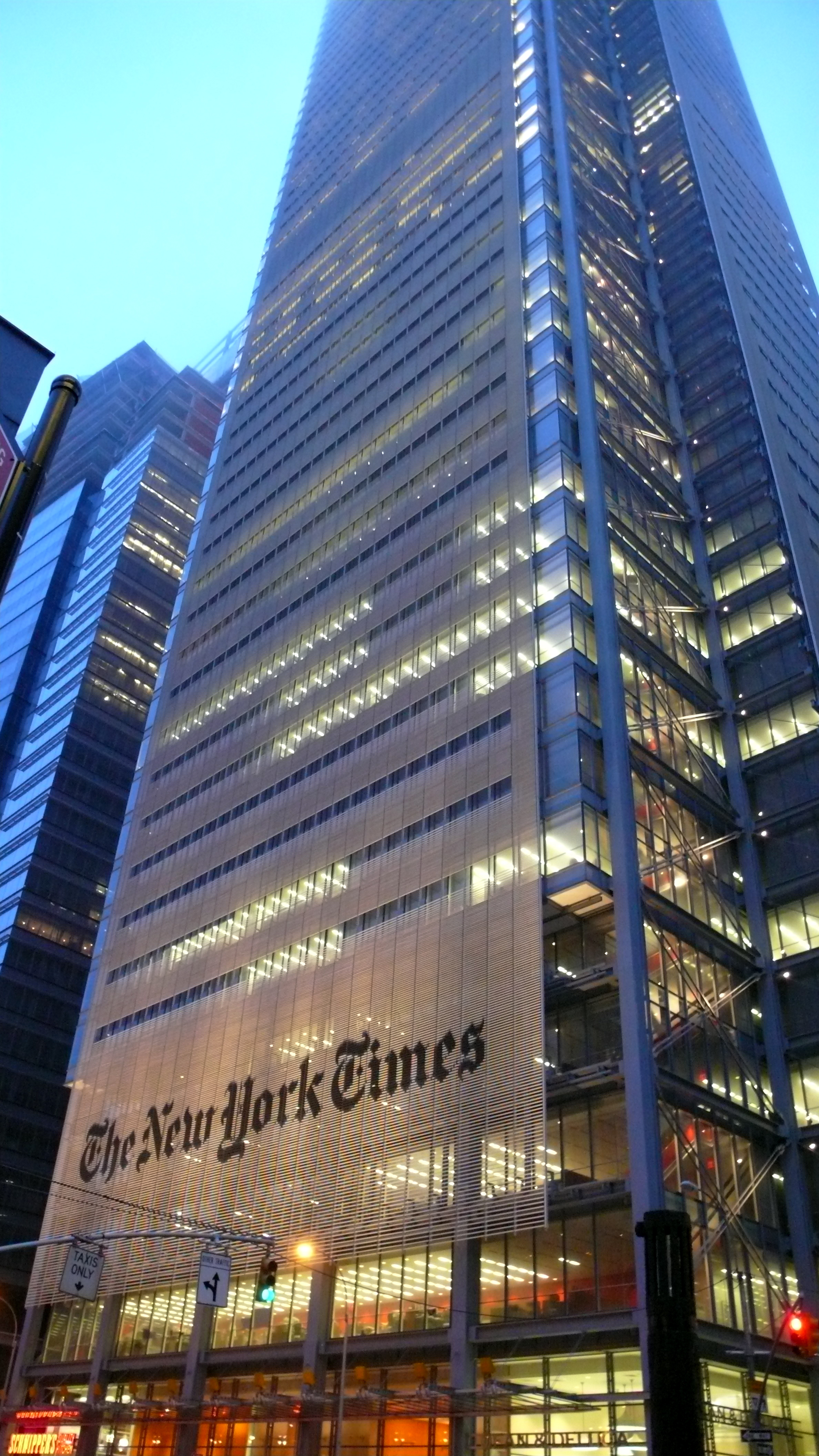
La New York Times Tower, sede del The New York Times a New York

- 1987-1991: Complesso residenziale in Rue de Meaux, Parigi
- 1988: 
  - Progetto per Venezia EXPO 2000, Venezia
  - Progetto «La Nave», Trieste
- 1988-1991: Stabilimenti Thomson Optronics, Saint Quentin-en Yvelines
- 1988-1994: Aeroporto Internazionale del Kansai, Osaka
- 1988-1999: Centro Meridiana, Lecco
- 1988-2001: Ristrutturazione del porto antico, Genova
- 1988-2006: Cité Internationale, Lione
- 1989: Mostra Arte Russa e Sovietica 1870-1930, Torino
- 1989-1991: Renzo Piano Building Workshop, Genova
- 1990-1991: Mostre Jean Prouvè, Parigi
- 1991: Navi da crociera per P&O, Stati Uniti d'America
- 1991-1997: Museo della Fondazione Beyeler, Basilea
- 1991-1998: Centro culturale Jean-Marie Tjibaou, Nuova Caledonia
- 1991-2001: Banca popolare di Lodi
- 1991-2004: Aula liturgica per Padre Pio, San Giovanni Rotondo
- 1992: Mostra Manifeste, Parigi
- 1992-1995: Padiglione Cy Twombly, Houston
- 1992-1997: 
  - Ricostruzione dell'atelier di Constantin Brâncuși, Parigi
  - NEMO- Centro nazionale per la Scienza e la Tecnica, Amsterdam
- 1992-2000: Ricostruzione di Potsdamer Platz, Berlino

- 1993: 

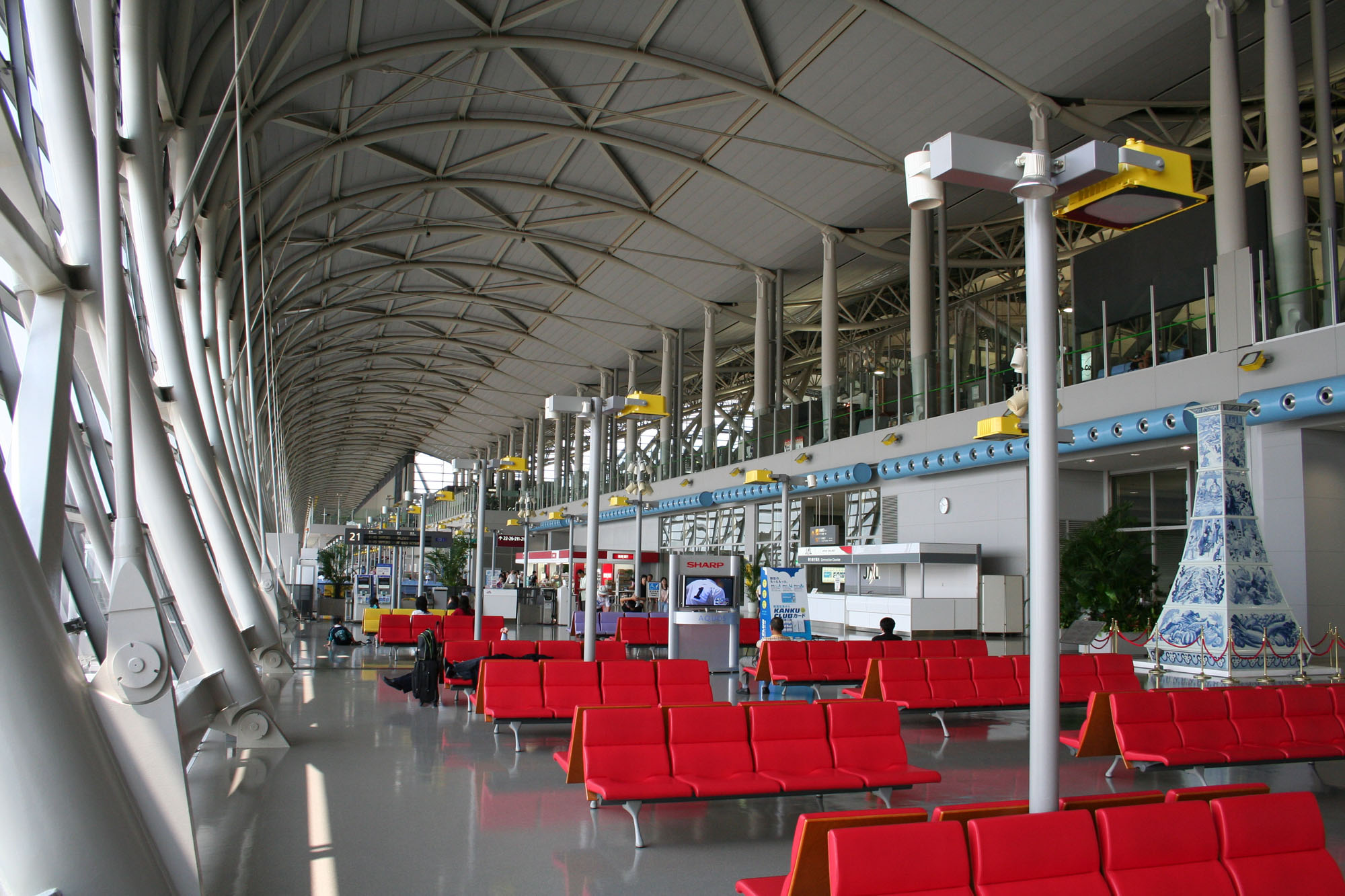
Aeroporto Internazionale del Kansai, Giappone

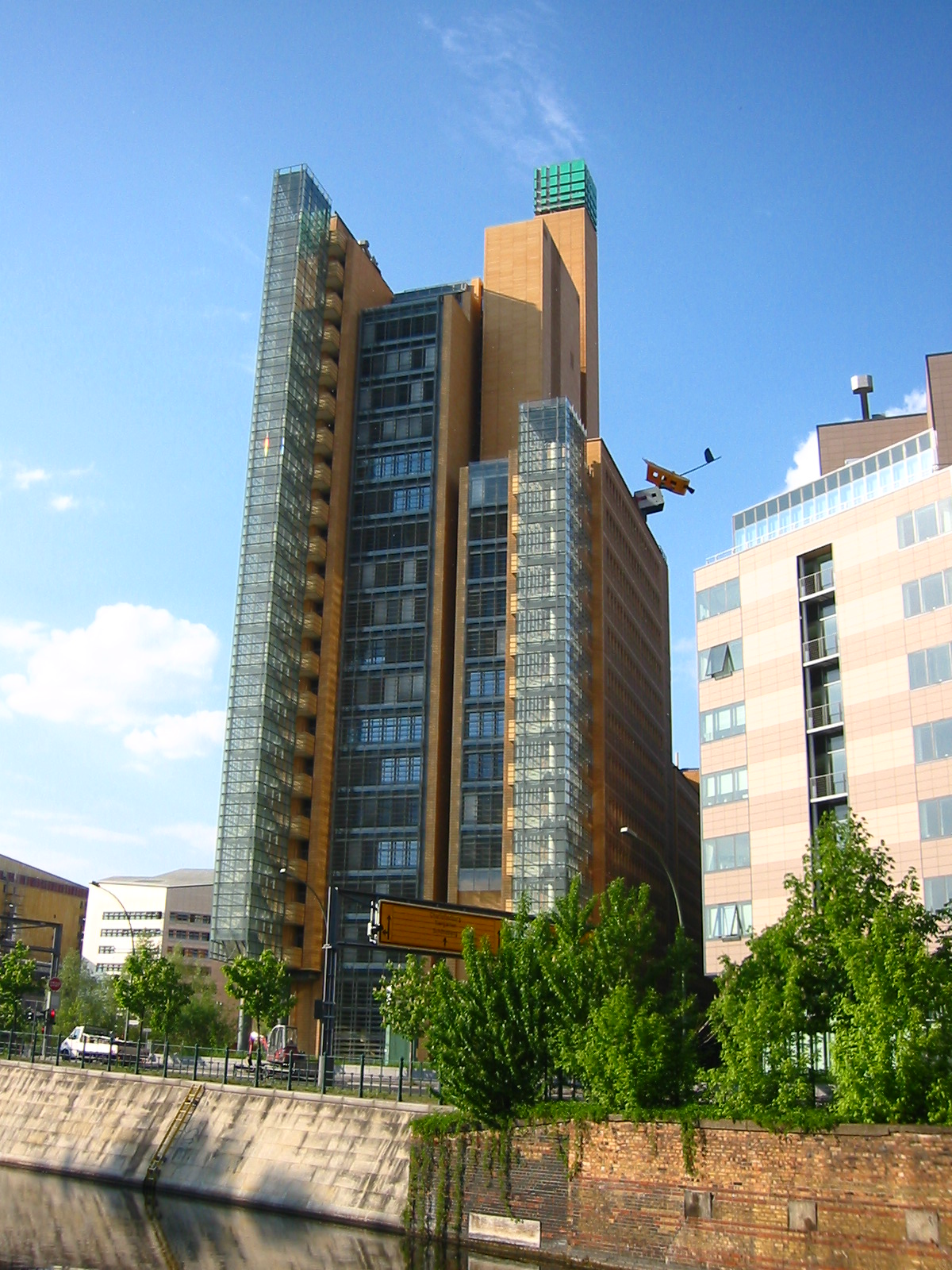
La debis-Haus in Potsdamer Platz a Berlino

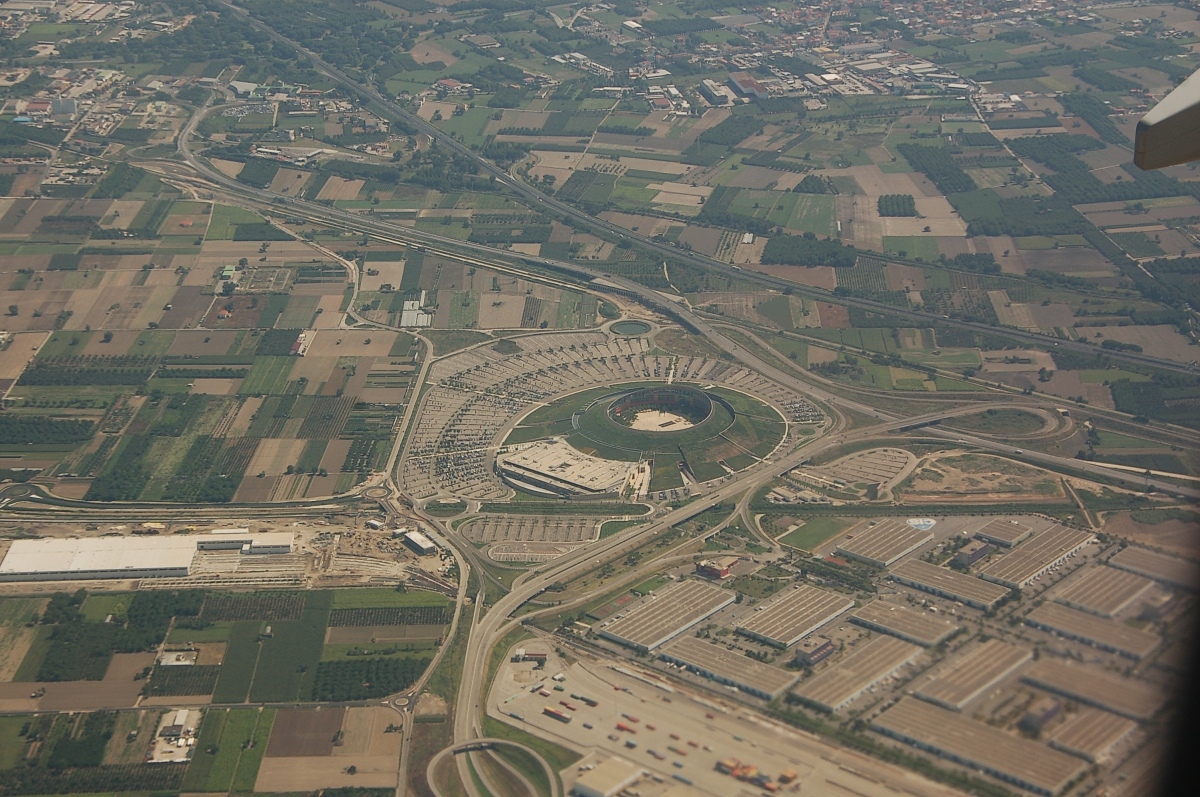
Foto aerea del centro commerciale Vulcano buono, Nola

  - Concorso per l'ampliamento dell'ospedale universitario, Strasburgo
  - Progetto pilota per le stazioni delle Ferrovie dello Stato di Torino, Mestre e Bari
  - Concorso per la riqualificazione dell'area Austerlitz-Salpetrière, Parigi
- 1993-1995: Progetto di riqualificazione dell'Île Seguin, Boulogne-Billancourt
- 1993-1998: Centro design Daimler-Benz, Sindelfingen, Stoccarda
- 1994: Concorso per il Grand Stade, Saint-Denis
- 1994-2002: Auditorium Parco della Musica, Roma
- 1995: 
  - Edificio G6 (Olivetti) Centro direzionale, Napoli
  - Sede della Capitaneria di porto, Genova
- 1996: Ponte di Ushibuka, Kumamoto
- 1996-1998: Galleria del vento della Ferrari, Maranello, Modena
- 1996-2000: 
  - Aurora Place, torri per uffici e residenze, Sydney
  - Rinnovamento del Centre Pompidou, Parigi
- 1997-1999: Torre PwC alla Potsdamer Platz, Berlino, Germania
- 1997-2001: Auditorium Niccolò Paganini, Parma
- 1998: 
  - Centro direzionale della Banca Popolare di Lodi
  - Concorso per la nuova sede della Bayer, Leverkusen
- 1998-2005: Nuova sede de Il Sole 24 Ore, Milano
- 1998-2006: Maison Hermes, Tokyo
- 1998-2004: Santuario di San Pio da Pietrelcina, San Giovanni Rotondo
- 1999: Progetto per il museo di arte contemporanea, Sarajevo
- 1999-2003: Nasher Sculpture Center, Dallas Stati Uniti d'America
- 1999-2005: 
  - Weltstadthaus, grande magazzino Peek and Cloppenburg, Colonia
  - Zentrum Paul Klee, Berna (Svizzera)
  - Ampliamento High Museum of Art, Atlanta (Stati Uniti d'America)
- 1999-2006: Ampliamento del centro congressi alla Citè Internationale, Lione
- 2000:
  - Torre di uffici della KPN, Rotterdam
  - Estensione del museo della Fondazione Beyeler, Basilea
- 2000-2009: 
  - The Art Institute of Chicago – The Modern Wing, Chicago Stati Uniti d'America
  - Auditorium della Banca Popolare di Lodi, Lodi
- 2000-2001: Biosfera, comunemente detta «Bolla di Renzo Piano», Genova
  - Studio di fattibilità per il nuovo Harvard University Art Museum Stati Uniti d'America
- 2000-2002: 
  - Studio di fattibilità per un museo, Cambridge Stati Uniti d'America
  - Pinacoteca Giovanni e Marella Agnelli, Torino

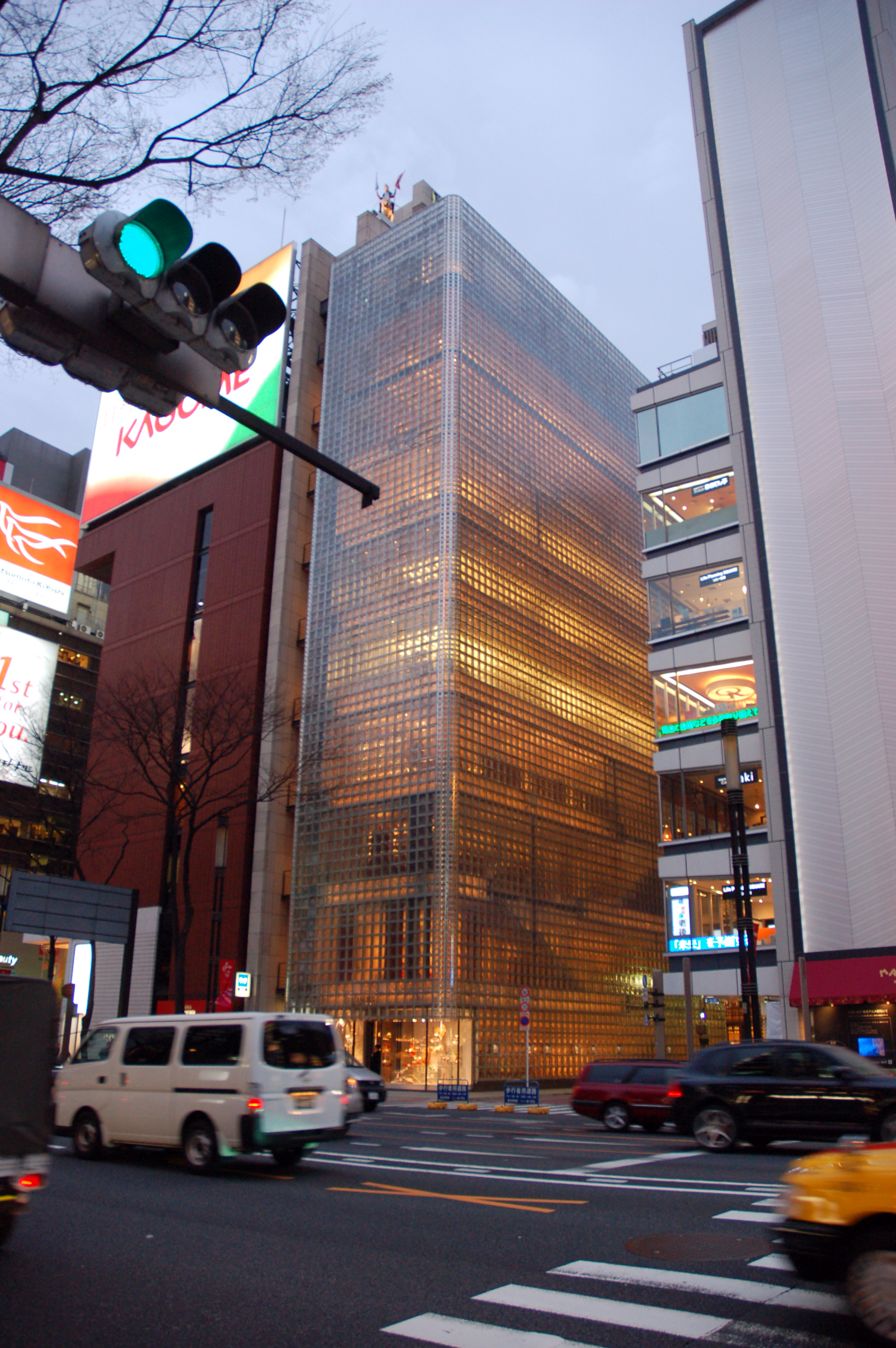
Atelier di Hermès a Tokyo

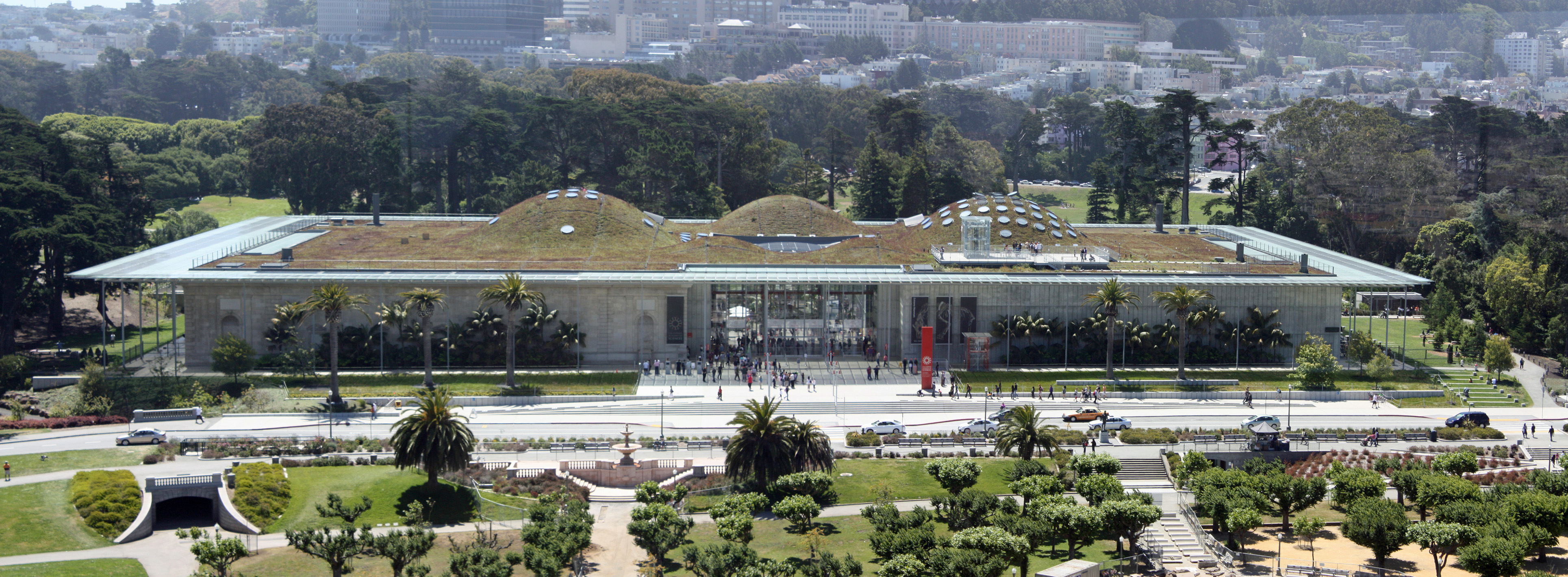
La California Academy of Sciences a San Francisco

- 2000-2004: Complesso residenziale alla Citè Internationale- Fase III, Lione
- 2000-2005: Nuova sede della EMI-Virgin Musique, Parigi
- 2000-2006: Ristrutturazione e ampliamento della Morgan Library, New York
- 2000-2007: The New York Times Building, New York
- 2000-2008: California Academy of Sciences, San Francisco Stati Uniti d'America
- 2000-2009: Modern Wing dell'Art Institute of Chicago, Chicago Stati Uniti d'America
- 2000-2012: Shard London Bridge, Londra
- 2001-2007: Cantina Rocca di Frassinello, Gavorrano
- 2002-2007: Il Vulcano buono (Centro Commerciale, Albergo e Servizi), Nola
- 2003-2004: 
  - Progetto per un nuovo Polo Medico, Scientifico e Didattico, Milano
  - Masterplan Progetto Leonardo, Genova
  - Concorso per la riqualificazione dell'area ex Milano Fiera, Milano
- 2003-2007: LACMA - Los Angeles County Museum of Art, Ampliamento - Fase I - Broad Contemporary Art Museum, Los Angeles
- 2004-2006: Genova come potrebbe essere, Genova
- 2006: Riqualificazione e ampliamento del Harvard Art Museum, Cambridge
- 2006-2010: 
  - LACMA - Los Angeles County Museum of Art, Ampliamento - Fase II - Wieland Pavilion, Los Angeles
  - Residenza di Thomas Pritzker, Aspen Stati Uniti d'America
- 2006-2012: Astrup Fearnley Museum of Modern Art, Oslo[50]
- 2007-2015: Grattacielo Intesa Sanpaolo, Torino
- 2009: 
  - Estensione dell'Art Institute of Chicago, USA con la creazione della Modern Wing
  - Maintenance and Operation for the High Line, New York
- 2009-2012: Auditorium del Parco, L'Aquila
- 2010: 
  - Uffici e residenze, Saint Giles Court, Londra
  - Columbia School of Arts, New York
- 2011: 
  - Riabilitazione del sito di Ronchamp, Ronchamp
  - Ristrutturazione del waterfront di Faliron, Atene
- 2012: 
  - Ampliamento Isabella Stewart-Gardner Museum, USA
  - Ampliamento Fabbrica Pirelli, Settimo Torinese
  - The Shard (London Bridge Tower), Londra
  - Complesso museale a Tjuvholmen, Oslo
  - Auditorium del Parco, L'Aquila
  - Torre eolica
- 2012 -2017: Centro Botin de Arte y Cultura, Santander
- 2013: 
  - Quartiere Le Albere , comprendente il MUSE (Museo delle Scienze), Trento
  - Ampliamento dell'Acquario di Genova
  - The News Building, Londra
  - Ampliamento del Kimbell Art Museum, Fort Worth (Stati Uniti)
- 2015:
  - City Gate, palazzo del Parlamento e Teatro Reale, La Valletta
- 2016:
  - Piazza Fabrizio De André, Tempio Pausania
  - Centro culturale della Fondazione Stavros Niarchos, Atene
- 2018:
  - Tribunal de Paris, Parigi
- 2019-2020:
  - Viadotto Genova San Giorgio (in sostituzione del viadotto Polcevera), Genova
- 2021: 
  - Academy Museum of Motion Pictures, Los Angeles
- 2023:
  - Science Gateway, CERN, Ginevra

### Progetti in corso
- dal 2007: 
  - Whitney Museum of American Art, New York
  - Manhattanville Campus, Columbia University, New York
- dal 2008: 
  - Centro culturale della Fondazione Stavros Niarchos, Atene
  - Riqualificazione dell'area Südbahnhof, Vienna
  - Valletta City Gate, La Valletta
- dal 2010: 
  - Sede della Korean Telecom, Seul
  - Lenfest Center for the Arts, New York
  - Polo Universitario della Cittadella, Amiens
- dal 2011: 
  - Auditorium delle Arti, Bologna[51]
  - The Bow-tie Building, New York
- dal 2013: 
  - Bishop Ranch, San Ramo
  - JNBY project, Hangzhou, Cina
  - Centro di chirurgia pediatrica, Entebbe, Uganda[52]
  - 520 West 41st Street, New York
  - Maison des Avocats, Parigi
- dal 2014: 
  - ENS Saclay, Saclay
  - Fielden House, Londra
  - Palava Cultural Center, Palava (Mumbai)
  - Masterplan Dongba, Pechino
  - Torre a Soho, New York
- dal 2019:
  - Waterfront di Levante, Genova
- dal 2021:
  - ISMETT 2, Carini (Palermo)[53]

## Pubblicazioni
- 1980: R. Piano, M. Arduino, M. Fazio, Antico è bello, il recupero della città, Editori Laterza, Bari
- 1982: G. Donin, Renzo Piano. Pezzo per pezzo, Casa del libro, Bari
- 1983: M. Dini, Renzo Piano. Progetti e architetture 1964-1983, Electa, Milano (Edizione francese, Electa Moniteur, 198Parigi 1983; Edizione inglese, Architectural Press, Londra 1983)
- 1985: R. Piano, Chantier ouvert au public, Arthaud, Parigi (Edizione italiana, Dialoghi di cantiere, Laterza, Bari 1986)
- 1986: R. Piano, Progetti e Architetture 1984-1986, Electa, Milano
- 1987: R. Piano, Renzo Piano, Editions du Centre Pompidou, Parigi
  - R. Piano, R. Rogers, Du Plateau Beaubourg au Centre G.Pompidou, Editions du Centre Pompidou, Parigi
- 1989: U. Eco, F. Zeri, R. Piano, A. Graziani, Le Isole del tesoro, Electa, Milano
  - R. Piano, Renzo Piano Building Workshop 1964-1988, A+U extra edition, Tokyo
  - R. Piano, Renzo Piano Building and projects 1971-1989, Rizzoli International, New York 1989 (Edizione spagnola, Gustavo Gili, Madrid 1990)
- 1990: B. Nerozzi, La Nave Crown Princess N. 3/4, ottobre/novembre 1990
- 1991: B. Nerozzi, Il Porto di Genova 1992, N. 7, maggio 1991
- 1992: R. Piano, In search of a balance - Renzo Piano Building Workshop 1964-1991, Process architecture, Tokyo nº100, 1992
  - C. Garbato, M. Mastropietro, Exhibit & Design, Lybra Edizioni, Milano
- 1993: P. Buchanan, Renzo Piano Building Workshop. Complete works, Vol.1, edizione inglese, Phaidon Press, Londra, 1993 (Edizione Italiana, Allemandi, Torino 1994; Edizione francese, Flammarion, Parigi 1994; Edizione tedesca, Hatje Cantz, Stoccarda 1994)
- 1994: V.M. Lampugnani, Renzo Piano. Progetti e Architetture 1987-1994, Electa, Milano 1994 (Edizione tedesca, D. Verlags-Anstalt, Stoccarda 1994; Edizione inglese, Birkhäuser, Berlino 1994)
  - R. Piano, The making of Kansai International Airport Terminal, Kodansha, Tokyo
  - Process Architecture, nº 122, Kansai International Airport Passenger Terminal Building
  - JA nº15, Kansai International Airport Passenger Terminal Building
- 1995: KIAC, Construction of the Kansai International Airport Terminal, KIAC
  - P. Buchanan, Renzo Piano Building Workshop. Complete works, Vol.2, Phaidon Press, Londra
- 1996: Renzo Piano Building Workshop. Complete works (Edizione italiana, Allemandi, Torino; Edizione tedesca, Hatje Cantz, Stoccarda 1996)
  - G.B.Gardin, Foto Piano, Peliti Associati, Roma
- 1997: R. Ingersoll, Korean Architects No 158 - Ottobre 1997, Architecture & Environment Publications, Seul, Corea del Sud
  - R. Piano, Giornale di bordo, Passigli editore, Firenze 1997 (Edizione tedesca, Logbuch, Hatje Cantz Verlag; Edizione inglese, The Renzo Piano Logbook, Thames and Hudson, Londra 1997; Edizione francese, Carnet de travail, Le Seuil, Parigi

(Edizione americana, The Renzo Piano Logbook, Monacelli Press, New York 1997; Edizione giapponese, Toto, Tokyo 1998)
- 1998: K. Frampton, Renzo Piano Building Workshop, GA Architect, nº 14, A.D.A. Edita Tokyo, Tokyo.
  - P. Buchanan, Renzo Piano Building Workshop. Complete works, Vol.3, Phaidon Press, Londra(Edizione italiana, Allemandi, Torino; Edizione tedesca, Hatje Cantz, Stoccarda 1998)
  - Autori varî, Fondation Beyeler - Une maison de l'art, Birkhäuser, Basilea, Svizzera
  - Autori vari, Fondation Beyeler- A home for art, Birkhäuser, Basilea, Svizzera
  - Autori vari, Fondation Beyeler- Ein Haus für die Kunst, Birkhäuser, Basilea, Svizzera
  - Werner Blaser, Renzo Piano Building Workshop - Museum Beyeler, Musée Beyeler, Benteli Verlag, Berna, Svizzera
- 1999: M.Paternostro, "Lezioni di Piano", De Ferrari, Genova
- 2000: Renzo Piano: Un regard construit, (catalogo della mostra) Editions du Centro Georges Pompidou, Parigi, Francia
  - Renzo Piano, "Archikturen des Lebens" (catalogo della mostra) Hatje Cantz Verlag, Ostfildern-Ruit, Germania
  - Renzo Cassigoli, La responsabilità dell'architetto, Passigli editore, Firenze (Edizione portoghese, edit Bei, São Paulo, 2011)
  - Peter Buchanan, Renzo Piano Building Workshop, Complete Works, Volume 4, Phaidon Press, Londra(Edizione italiana, Allemandi, Torino 2000)
  - Renzo Piano, Spirit of Nature –Wood Architecture Award, Helsinki (in occasione del premio consegnato a Renzo Piano settembre 2000)
  - Alban Bensa, Ethnologie & Architecture-Le centre culturel Tjibaou-une réalisation de Renzo Piano, Adam Birò, Parigi, Francia
- 2001: Werner Blaser, Kulturzentrum der Kanak/ Cultural centre of the Kanak people, Birkhäuser
  - Andrew Metcalf, Martin Van der Wal, Aurora Place- Renzo Piano Sydney, The Watermark Press, Sydney, Australia
  - Giovanni Di Lorenzo, Mark Münzing, Karl Schlögel, Potsdamer Platz - Project 1989 to 2000, Daimler Chrysler Immobilien (DCI) GmbH Berlino, Germania
- 2002: Fulvio Irace, fotografie di Gabriele Basilico, "La fabbrica della musica - L'Auditorium Paganini nella Città di Parma/ The music factory, The City of Parma's Auditorium Paganini", Abitare Segesta, Milano, Italia
  - Renzo Piano Building Workshop - Musica per Roma, "Architettura & Musica – Sette cantieri per la musica: dall'Ircam di Parigi all'Auditorium di Roma", Edizioni Lybra Immagine, Milano (catalogo della mostra allestita in occasione dell'apertura dell'Auditorium di Roma)
  - Aurora Cuito, "Renzo Piano", LOFT Publications, Barcellona
  - Emilio Pizzi, "Renzo Piano", Birkhäuser, Svizzera, (Edizione italiana, Zanichelli, Bologna 2002)
- 2004: Maria Alessandra Segantini, Auditorium Parco della Musica, Federico Motta Editore, Milano
  - Gigliola Ausiello, Francesco Polverino, Renzo Piano. Architettura e Tecnica, Clean Edizioni, Napoli
  - Renzo Piano & Building Workshop, Tormena Editore, Genova (catalogo pubblicato in occasione della mostra Renzo Piano and Building Wokshop, progetti in mostra, Porta Siberia, Porto Antico di Genova)
  - Renzo Piano Building Workshop, Genova: Città & Porto istruzioni per l'uso, Tormena Editore, Genova
  - Renzo Piano, On Tour with Renzo Piano, Phaidon Press, Londra
  - Renzo Piano Building Workshop, Nuova Sede per il quotidiano economico Il Sole 24 Ore, Editore Il Sole 24 Ore S.p.A., Milano
  - Fulvio Irace, Trasparenze e Prospettiva – Renzo Piano a Lodi, Bolis Edizioni, Bergamo
- 2005: Philip Jodidio, Piano. Renzo Piano Building Workshop 1966-2005, Taschen, Colonia
  - Maurizio Oddo, La Chiesa di Padre Pio a San Giovanni Rotondo, Motta Editore, Milano
  - R.Piano, Giornale di bordo, Passigli ed., Firenze 2005 – riedizione
- 2006: Matteo Agnoletto, Renzo Piano, Motta Architettura, Milano
  - Renzo Piano, Renzo Piano Building Workshop 1990-2006, AV Monografias (Arquitectura Viva) numero 119, maggio-giugno 2006
- 2007: Renzo Cassigoli, La responsabilità dell'architetto, nuova edizione aggiornata ed ampliata, Passigli editore, Firenze(Edizione francese: La désobéissance de l'architecte, Arlès ed., Parigi, Francia, 2007)
  - Claudia Conforti, Francesco Dal Co’, Renzo Piano gli schizzi, Electa, Milano
  - Beatrice Panerai, Rocca di Frassinello. Una cantina in Maremma secondo Renzo Piano - A winery in Maremma by Renzo Piano, Milano,
  - Fulvio Irace, Renzo Piano. Le città visibili, Milano, 2007 (catalogo pubblicato in occasione della mostra Renzo Piano and Building Wokshop, Le città visibili, Milano, Palazzo della Triennale 22 maggio-16 settembre 2007)
  - Victoria Newhouse, Renzo Piano Museums, Monacelli Press, New York
  - Renzo Piano, The Menil Collection, Monografia, Fondazione Renzo Piano
  - Renzo Piano, Che cos'è l'architettura?, Con un'intervista a Renzo Piano di Piergiorgio Odifreddi, Luca Sossella, Milano, 2007
- 2008: Renzo Piano, Fondation Beyeler, Monografia, Fondazione Renzo Piano
  - Philip Jodidio, Piano. Renzo Piano Building Workshop 1966 to today; Taschen, Colonia
  - Peter Buchanan, Renzo Piano Building Workshop, Complete Works, Volume 5, Phaidon Press, Londra
- 2009: James Cuno, The modern Wing - Renzo Piano and the Art Institute of Chicago, Chicago, Paul Goldberger
  - Joseph Rosa, Piano/Vedova, Edizioni Fondazione Emilio e Annabianca Vedova, Venezia
  - Renzo Piano, Nouméa - Centre Culturel Jean Marie Tjibaou, Fondazione Renzo Piano
  - Stefano Boeri, Anna Foppiano, Giovanna Silva, Being Renzo Piano. 6 mesi in diretta con il mestiere dell'architettura, numero speciale della rivista Abitare Num. 497, 4 novembre 2009
  - Daniele Mariconti, I Maestri dell'architettura, Renzo Piano, Hachette, Milano
  - Massimo Zanella, Matteo Agnoletto, riedizione aggiornata del libro Renzo Piano, Motta Architettura, Milano
- 2010: A+U. Renzo Piano Building Workshop 1989-2010, Giappone
- 2011: Mauro Marcantoni, Maria Liana Dinacci, Le Albere – Il quartiere green di Renzo Piano, Trento, Area Ex Michelin, IASA Edizioni, Trento
- 2013: Renzo Piano, The Shard, Monografia, Fondazione Renzo Piano
- 2016: Renzo Piano, Giornale di bordo. Autobiografia per progetti 1966-2016, Fondazione Renzo Piano - Passigli, Genova.

## Mostre
- 1968: XIV Triennale di Milano, Palazzo dell'arte, Milano
- 1969: Architectural Association, Londra, Gran Bretagna
- 1970: Musée des Arts Decoratifs, Parigi, Francia
- 1982: Città dei Musei, Cagliari
  - RIBA, Londra, Gran Bretagna
  - Biennale, Parigi, Francia
  - In-Arch, Roma
  - Palazzo Bianco, Genova
  - Fiera Sai, Bologna
- 1983: Sottochiesa di San Francesco, Arezzo
  - Museo di Capodimonte, Napoli
  - Museo di Architettura, Helsinki, Finlandia
  - Palazzo dei congressi al quartiere fieristico Sai, Bologna
  - Castello normanno-svevo, Bari
- 1984: Masp, São Paulo, Brasile;
  - Columbia University, New York, USA
  - Rice University, Houston, USA
  - University of Southern California, Los Angeles, USA
  - Pennsylvania University, Filadelfia, USA
- 1985: Istituto Italiano di cultura, Tokyo, Giappone
  - Internationale Bauausstellung, Berlino, Germania
  - M.I.T., Boston, USA
- 1986: University of New South Wales, Sydney, Australia
  - Vancouver Museum, Vancouver, Canada
  - Basilica Palladiana, Vicenza, Italia (16 ottobre – 16 novembre)
- 1987:Renzo Piano: the process of architecture, 9TH Gallery, Londra, Gran Bretagna (16 gennaio - 15 febbraio 1987)
  - Mostra sul progetto di riallestimento della Basilica Palladiana, Menil Collection, Houston, USA
  - Renzo Piano, Chapelle de la Sorbonne, Parigi, Francia (6 novembre – 17 dicembre)
- 1988: La Vieille Charité, Marsiglia, Francia
- 1989: Renzo Piano Building Workshop: 25 years of projects, RIBA, Londra, Gran Bretagna (21 aprile – 23 maggio)
- 1990: RIBA Exhibition - Toko Museum, Tokyo, Osaka, Nagoya, Sapporo, Giappone (novembre – dicembre)
- 1992: Renzo Piano Building Workshop: Selected Projecs, Architectural League, The Urban Center, New York, USA (dicembre 1992 - gennaio 1993)
- 1993: Renzo Piano Building Workshop, Menil Collection, Houston, USA (marzo - maggio)
  - Building Workshop Projects Exhibition, Aedes Galerie und Architekturforum, Berlino, Germania (settembre)
  - Renzo Piano Building Workshop, MOPT Gallery, Madrid, Spagna (dicembre 1993 - gennaio 1994)
- 1994: Renzo Piano Building Workshop, Carnegie Museum of Art, Pittsburgh, USA (3 febbraio - 31 marzo)
  - Renzo Piano Building Workshop. Selected Project, Art Institute of Chicago, Chicago, USA (7 luglio - 5 settembre)
  - Mostra sul progetto del Kansai International Airport Passenger Terminal Building, GA Gallery, Tokyo, Giappone
  - Ein Stück Großstadt als Experiment: Planungen am Potsdamer Platz in Berlin, (mostra in collaborazione con Daimler Chrysler e Goethe- Institut), presso Deutschen Architektur-Museum, Francoforte sul Meno, (2 dicembre 1994 - 26 marzo 1995), presso Bauhaus-Archiv, Museum für Gestaltung, Berlino,(28 aprile – 30 luglio), Germania
- 1995: Mostra presso il Netherlands Architecture Institute, Rotterdam, Paesi Bassi
- 1996: Una città come esperimento: Potsdamer Platz a Berlino in collaborazione con Ifa (istituto Affari Esteri Germania) e con Goethe-Institut Genova, Loggia della Mercanzia di Piazza Banchi, Genova (aprile)
- 1997:Renzo Piano + Building Workshop: Out of the Blue, Kunst-und Ausstellungshalle, Bonn, Germania
  - Renzo Piano + Building Workshop: Out of the Blue, Villa Pignatelli, Napoli (24 aprile – 7 luglio)
  - Renzo Piano Workshop, Fondazione Beyeler, Basilea, Svizzera (ottobre 1997 - marzo 1998)
  - Mostra sul progetto dell'Auditorium parco della Musica di Roma, La Serra, Roma
- 1998: Renzo Piano + Building Workshop: Out of the Blue, MA Gallery, Tokyo, Giappone
- 2000:Renzo Piano: un regard construit, Centro Georges Pompidou, Parigi, Francia (Gennaio - Marzo)
  - Renzo Piano: Architekturen des Lebens, Neue Nationalgalerie, Berlino, Germania (Maggio -Settembre)
- 2002: Architettura e Musica: sette cantieri per la musica, dall'Ircam di Parigi all'Auditorium di Roma, Auditorium Parco della Musica, Roma (Aprile - Dicembre)
- 2003: Renzo Piano: The Architect's Studio, Louisiana Museum of Modern Art, Humlebaek (Copenaghen), Danimarca
- 2004: Renzo Piano & The Building Workshop, Porta Siberia, Area Porto Antico, Genova
- 2005:On tour with Renzo Piano and Building Workshop: selected projects, Los Angeles County Museum of Arts, Los Angeles, USA (Marzo – Ottobre)
  - Celebrate Architecture! Renzo Piano & Building Workshop, High Museum of Arts, Anne Cox Chambers Wing, Atlanta, USA (Novembre 2005 – Marzo 2006)
- 2006: On tour with Renzo Piano and Building Workshop: selected projects, The Nasher Sculpture Center, Dallas, USA (Maggio – Agosto)
  - Zentrum Paul Klee, La Galerie d'Architecture, Parigi, Francia
- 2007: Renzo Piano Building Workshop - Le città visibili, Triennale di Milano, Palazzo dell'arte, Milano (22 maggio – 15 settembre)
- 2010: Renzo Piano Building Workshop, Répons, Arc-en Rêve, Bordeaux, Francia (18 febbraio-23 maggio 2010)
- 2013: Renzo Piano Building Workshop, Fragments, Gagosian Gallery, New York, USA (27 June- 2 August 2013)
- 2014: Renzo Piano Building Workshop, pezzo per pezzo – Palazzo della Ragione, Padua, Italy (15 March- 15 July 2014)
- 2015: Renzo Piano Building Workshop, Museo navale-Liceo Classico Mazzini, Pegli, Genova, Italia, (30 settembre-1º novembre 2015)
- 2023: Parallel Lives – Susumu Shingū + Renzo Piano, Museo d'arte Nakanoshima, Ōsaka, Giappone (13 luglio-14 settembre)[54]

## Conferenze
- 1967: Triennale di Milano, Milano, Italia
- 1969: Architectural Association, Londra, Regno Unito
- 1970: Musée des Arts Decoratifs, Parigi, Francia
- 1982:IN-ARCH, Roma, Italia
  - Tre-Oci, Venezia, Italia
- 1983: Palazzo dei Congressi, Bologna, Italia
- 1984: Rice University, Houston, Texas, Stati Uniti d'America
- 1985: Massachusetts Institute of Technology, Cambridge, Massachusetts, Stati Uniti d'America
- 1986: University of New South Wales, Sydney, Australia
  - Basilica Palladiana, Vicenza, Italia
- 1987: ILAUD, Siena, Italia
  - INDESEM, Delft, Paesi Bassi
- 1988: Delphi Research Institute, Tokyo, Giappone
- 1989: RIBA, Londra, Regno Unito
  - UCLA, Los Angeles, Stati Uniti d'America
  - AICA Seminars, Tokyo, Osaka, Giappone
- 1990: Conferenza per la laurea honoris causa, Università di Stoccarda, Germania
  - Conferenza per il Kyoto Prize, Kyoto, Giappone
- 1991: Conferenza per il Neutra Prize, Pomona, California, Stati Uniti d'America
  - Auditorium del Lingotto, Torino, Italia
  - Biblioteca Classense, Ravenna, Italia
- 1992: The Architectural League of New York, Rockfeller University, Caspary Hall, New York, Stati Uniti d'America
  - Conferenza per la laurea honoris causa, Università di Delft, Paesi Bassi
- 1993: Beyeler Foundation, Basilea, Svizzera
  - Escuela de Arquitectura, Madrid, Spagna
- 1994: Università di Delft, Paesi Bassi
  - «Restructura» , Lingotto Auditorium, Torino, Italia
  - Architettura e musica, Teatro Nicolini, Firenze, Italia
- 1995: Imperial Prize, Tokyo, Giappone
  - Urban Design Research Institute, Bombay, India
  - Facoltà di architettura, Università di Delft, Paesi Bassi
  - Erasmus Prize Commemorative Lecture, Royal Palace, Amsterdam, Paesi Bassi
  - Palazzo Vecchio, Salone dei 500, Firenze, Italia
- 1996: Solarenergy, Berlino, Germania
  - Facoltà di Architettura di Genova al Centro Congressi Magazzini del Cotone, Genova, Italia
  - The Jerusalem seminar in Architecture, Gerusalemme, Israele
  - Wooden Architecture Over The Millennia, Ise, Giappone
- 1997: Statisches Kunst Museum, Bonn, Germania
  - Castel Sant'Elmo, Napoli, Italia
  - Auditorium Gianni Agnelli, Salone del Libro, Torino, Italia
  - Artcurial, Parigi, Francia
  - Università di Basilea, Basilea, Svizzera
  - Columbia University, Avery Hall, New York, Stati Uniti d'America
  - The Architectural League of New York, Rockefeller University, Caspary Hall, New York, Stati Uniti d'America
  - The 5th Pietro Belluschi lecture, Massachusetts Institute of Technology, Cambridge, Massachusetts, USA
- 1998: Università di Tokyo, Tokyo, Giappone
  - Harvard University Graduate School of Design, Cambridge, Massachusetts, Stati Uniti d'America
- 1999: L'architecture de Renzo Piano et le centre culturel Paul Klee, Architektur Forum, Berna, Svizzera
  - Renzo Piano Building Workshop, Accademia di Architettura di Mendrisio, Svizzera
- 2000: Centre Georges Pompidou, Parigi, Francia
  - Neue Nationalgalerie, Berlino, Germania
  - Fine Art Museum, Dallas, Texas, Stati Uniti d'America
  - Spirit of Nature Wood Architecture Award, Bio Rex, Helsinki, Finlandia
- 2001: Wexner Center for the Arts, Hershon Auditorium, Columbus, Ohio, Stati Uniti d'America
  - Centro congressi Magazzini del Cotone, Genoa, Italia
  - Art Institute of Chicago, Chicago, Illinois, Stati Uniti d'America
- 2002: New York Times Panel Discussion, 150th anniversary of the New York Times, New York, Stati Uniti d'America
  - “Luciano Berio e Renzo Piano, «Musica e Architettura», Auditorium Parco della Musica, Roma, Italia
- 2003: Renzo Piano and the Building Workshop, Royal Academy of Arts, Londra, Regno Unito (Conferenza annuale)
  - The Building of the Nasher Sculpture Center, Meyerson Symphony Center, Dallas, Texas, Stati Uniti d'America
  - “Penser la ville heureuse”, Cité Internationale, Lione, Francia
- 2004: Renzo Piano and the Building Workshop, School of Architecture, Catholic University of Lima, Perù
  - Renzo Piano and the Building Workshop, School of Architecture, Columbia University, New York, Stati Uniti d'America
  - Genova, Renzo Piano & Building Workshop, Teatro Carlo Felice, Genova, Italia
  - Between discipline and freedom, New York Landmarks foundation, New York, Stati Uniti d'America
- 2005: Transforming "LACMA”, LACMA Bing Theatre, Los Angeles, California, Stati Uniti d'America
  - Confronto tra Renzo Piano, Frank Gehry, Ada Louise Huxtable, moderatore Charly Rose, Art Institute of Chicago, Chicago, Illinois, Stati Uniti d'America
  - A new High for Atlanta, Woodruff Arts Center, Symphony Hall, Atlanta, Georgia, Stati Uniti d'America
- 2006: 11 gennaio: Les Musées de Renzo Piano, Auditorium del Louvre, Parigi, Francia
  - 16 giugno: Sermon at the Southwark Cathedral, London Borough of Southwark, Londra, Regno Unito
  - 30 ottobre: The Ulrich Franzen Lecture on Architecture and the Environment, Great Hall della Cooper Union, New York, Stati Uniti d'America
- 2007: 20 gennaio: “Renzo Piano/Richard Rogers: Ouverture du Centre Pompidou, Conferenza per il 30º anniversario del Centre Pompidou, Grande Salle del Centre Pompidou, Parigi, Francia
  - 7 febbraio: Che cos'è l'architettura?, Sala Sinopoli, Auditorium Parco della Musica, Roma, Italia
  - 21 aprile: Conferenza per il 20º anniversario della Menil Collection, Houston, Texas, Stati Uniti d'America
  - 21 maggio: Incontro con gli studenti della Facoltà d'Architettura del Politecnico di Milano, Campus Bovisa, Milano, Italia
  - 26 ottobre: Dialogo con Carlo Olmo sul tema Architettura tecnica e sostenibilità nell'aula magna «Gianni Agnelli» del Politecnico di Torino, Torino, Italia[55]
- 2008: 29 gennaio: Fare architettura, incontro con gli studenti della Facoltà di Architettura di Genova presso i locali della Fondazione Renzo Piano a Villa Nave, Genova, Italia
  - 15 aprile: REAL ARCHITECTURE Series – Primavera 2008: Renzo Piano, Renzo Piano Building Workshop: The New York Times Building, Starr Auditorium, Tate Modern, Londra, Regno Unito
  - 26 settembre: Renzo Piano: The true story of the design of the new Academy, incontro con gli studenti di architettura delle Università di Berkeley e CCA, California Academy of Sciences, San Francisco, California, Stati Uniti d'America
  - 4 novembre: Conferenza al Teatro Odeon, Vienna, Austria
- 2009: 24 gennaio: Conferenza al Megaron, Atene, Grecia
  - 9 marzo: Nancy Stephenson Nichols Memorial Lecture 2009, Sanders Theatre, Cambridge, Massachusetts, Stati Uniti d'America
  - 13 maggio: Le Conversazioni FMR: An evening with Renzo Piano and Mark Di Suvero, Auditorium of the Morgan Library, New York, Stati Uniti d'America
  - 27 maggio: Politecnico di Milano (50 studenti), Fondazione Renzo Piano, Villa Nave, Genova, Italia
  - 1º ottobre: Fare Architettura, Cersaie of Bologna, Sala Europa, Palazzo dei Congressi, Bologna, Italia
- 2010: 18 gennaio: Ville d'Aujourd'hui, Vies de demain: Les Grandes Conférences d'Architecture”, Grande Nef, Arc en Rêve, Bordeaux, Francia
  - 9 aprile: Partecipazione alla Tavola Rotonda/Dibattito del Convegno ROMA 2010-2020 - Nuovi Modelli di Trasformazione Urbana, Sala Petrassi, Auditorium Parco della Musica, Roma, Italia
  - 29 aprile: Conversation with Michael Govan, Bing Theatre, Los Angeles County Museum of Art, Los Angeles, California, Stati Uniti d'America
  - 26 maggio: Piano Lesson sul progetto St. Giles, St. Giles Court, Londra, Regno Unito
  - 27 maggio: Renzo Piano and Lucy Bullivant in conversation, Conferenza del ciclo Victoria and Albert Museum Talk, Lecture Theatre, Victoria and Albert Museum, Londra, Regno Unito
  - 9 giugno: Speech sul tema The Power of Architecture, Convegno d'architettura MAS POR MENOS (Congreso Internacional de Arquitectura y Sociedad), Palacio Baluarte, Pamplona, Spagna
  - 26 novembre: Facoltà di Ingegneria Edile-Architettura di L'Aquila (80 studenti), Fondazione Renzo Piano, Villa Nave, Genova
- 2011: 16 novembre, Politecnico di Torino, Facoltà di Architettura, (80 studenti), Fondazione Renzo Piano, Villa Nave, Genova
- 2012: 19 marzo: Conferenza/Dibattito con François Barré, Grande Salle du Cinéma Gaumont, Amiens, Francia
  - 3 maggio : Conferenza presso l'auditorium Olleh Square, Palazzo Telecom a Seul, Corea del Sud
  - 12 giugno: Dream Builders: Renzo Piano, The Shard Story, A conversation with Razia Iqbal – BBC World Service, RIBA, Londra, Regno Unito
  - 18 settembre: Renzo Piano in conversazione con Nicolai Ouroussoff, Calderwood Hall, Isabella Stewart Gardner Museum, Boston (MA), USA
  - 27 ottobre: “Costruire per la scienza: La California Academy of Sciences, il museo più sostenibile al mondo” – Conversazione tra Greg Farrington e Renzo Piano, moderatore Vittorio Bo, Sala del Maggior consiglio, Palazzo Ducale, Genova
  - 20 novembre: Conversazione con gli studenti della Facoltà di Ingegneria, Università di Tor Vergata (Roma), Classroom, Fondazione Renzo Piano, Genova
- 2013
  - 4 ottobre: Richard Rogers e Renzo Piano in conversazione con Alan Rusbridger, Royal Institution of Great Britain, Londra, Gran Bretagna
  - 15 ottobre: Conversazione con gli studenti della Facoltà di Ingegneria Edile e di Architettura dell'Università di Padova, Classroom, Fondazione Renzo Piano, Genova
  - 19 novembre: Conversazione con Jerome Weeks sul Kimbell Pavilion, Will Rogers Auditorium, Fort Worth, Texas, USA
  - 20 novembre: Conversazione con Ronnie Self sul Nasher Sculpture Centre, Auditorium del Nasher Sculpture Centre, Dallas, Texas, USA
  - 3 dicembre: Conferenza per gli studenti del Politecnico di Milano, Sito acciaierie ex-Falck, Sesto San Giovanni, Milano
- 2014
  - 10 febbraio: « Quand la philosophie d'une école rencontre celle d'un architecte », Renzo Piano presenta il futuro progetto per la Scuola Normale Superiore di Cachan a Paris-Saclay, Auditorium della Cité de l'Architecture et du Patrimoine, Parigi, Francia
  - 15 marzo: Lectio Magistralis di Renzo Piano, Università di Padova, Aula Magna Galileo Galilei, Palazzo Bo, Padova
  - 21 aprile: Conversazione con gli studenti della Fondazione Wright, Historic Dining Room, Frank Lloyd Wright Foundation, Scottsdale, Arizona, USA

## Film e video
- 1978: G.Macchi e Victorio Lusvardi, Habitat, by RAI (Italiano)
  - G.Macchi, Il centro Pompidou a Parigi, by RAI, (Italiano)
- 1980: Giorgio de Vincenti, L'utensile multiplo, RAI2 (Italiano)
- 1981: M.Arduino, Piano di recupero del quartiere del Molo (Italiano)
- 1985: M.Arduino, Genova Città di Colombo (Italiano)
  - M.Arduino, IBM L'architettura della mostra (italiano e inglese)
  - M.Arduino, La macchina espositiva (Italiano)
- 1986: CCI Centre Pompidou, Renzo Piano (Italiano)
  - M.Arduino, Conversione degli stabilimenti Schlumberger (Italiano)
- 1989: Renzo Piano, BBC (Inglese)
- 1991: Effetto Piano, Renzo Piano: progettare tra natura e tecnologia, RAI 2 (Italiano)
- 1992: L'Appuntamento TMC, di Alain Elkann, diretto da Gianni Ferraretto (Italiano)
  - The Late Show BBC: Renzo Piano, di Waldermar Januszczak (Inglese)
  - Genova, anno zero. Dall'Expo '92 il rilancio della città?, RTSI-Televisione Svizzera (Italiano)
- 1994: Aeroporti del 21º secolo: Aeroporto internazionale di Kansai, Osaka, Giappone, Channel 4, Inghilterra, produzione Skyscraper (Inglese)
- 1996: Südwestfunk Renzo Piano für Südwest 3, Berlino, Bayern 3 ARD, Germania (Tedesco)
- 1997: R.Piano, Out of the Blue, CD-ROM, ACTA-RAI-RPBW-UTET (Italiano-Tedesco-Inglese-Francese)
  - An Enhanced Interview, Renzo Piano on New Metropolis, Amsterdam, CD Rom, Ann Maes, Design & NuovaCommunications (Inglese)
- 1999: Hilton Cordell & Associates PTY Limited, Renzo Piano: the instinctive architect, Australia (Inglese)
- 2000: Marc Petijean, Renzo Piano, l'urbanité de l'architecte, France 3, Mirage Illimité, Grand Canal Centre GeorgesPompidou (Francese)
  - TELE+, Renzo Piano, L'architettura della Leggerezza, intervista di Curzio Maltese, TELE+ (Italiano)
- 2002: The Charlie Rose Show, PBS Channel (Inglese)
  - Double Jeux, intervista di Bernard Pivot, France 3 (Francese)
  - Auditorium Parco della musica, Roma RaiSat, di Maria Teresa de Vito (Italiano)
- 2003: M. Piano et Beaubourg, intervista di Bruno Lopez, France 3 (Francese)
- 2004: Metropolis, Arte, di Sandro Cedran (Francese-Tedesco)
  - Klee torna a Roma, intervista di Maria Teresa de Vito, RAI DOC (Italiano)
- 2005: Che tempo che fa, intervista di Fabio Fazio, diretto da Enrico Rimordi, 8 gennaio, RAI 3 (Italiano)
  - The Charlie Rose Show, PBS Channel (Inglese)
  - Tall Buildings, BBC 4 (Inglese)
  - L'isola di Calvino, documentario su Italo Calvino, Fabulafilm, Roma (Italiano)
  - Renzo Piano: Design a Village for the Arts, Red Sky Productions Inc., Atlanta, USA (Inglese)
- 2007: Che cos'è l'architettura DVD e libretto con intervista a Renzo Piano di Piergiorgio Odifreddi, Luca Sossella Editore. (Italiano)
  - Italo-Francese, intervista di Fabio Volo, 1º maggio, MTV Italia (Italiano)
  - Les Premiers Pas, intervista di Olivier Picasso, 2 agosto, France 5 (TNT) Francia (Francese)
  - Zona Severgnini, intervista di Beppe Severgnini, 28 dicembre, Sky TG24 (Italiano)
- 2008: The Proposal for the Future: Renzo Piano. Conversation with Tadao Andō, 30 marzo, NHK, Giappone (Italiano/Giapponese)
  - The Charlie Rose Show - Pritzker Panel, Conversazione tra Renzo Piano, Zaha Hadid, Jean Nouvel, Frank Gehry, Greg Lynn, 5 giugno, PBS Channel (Inglese)
  - Italo-Americano, intervista di Fabio Volo, 17 luglio (NYT) e 7 agosto (CAS), MTV Italia (Italiano)
- 2009: DVD sulla lezione di Renzo Piano Fare Architettura, Sala Europa-Palazzo dei Congressi, Bologna Fiere Cersaie, (1-10-2009) (Italiano e Inglese)
  - Italo-Americano, intervista di Fabio Volo, 17 luglio (NYT) e 7 agosto (CAS), MTV Italy (Italiano)
- 2010: Che cos'è l'architettura, 2a riedizione del DVD e libretto con intervista a Renzo Piano di Piergiorgio Odifreddi, Luca Sossella Editore (Italiano)
- 2012: BBC Radio World Service, Dream Builders-London Calling: Renzo Piano – The Shard; Razia Iqbal talks to Renzo Piano the architect of London's new pyramid of glass, the Shard- registrato l'11 giugno 2012 - 52'

## Riconoscimenti
- 1978 : Membro onorario dell'Union Internationale des Architects, Città del Messico, Messico
- 1981 : Premio Compasso d'Oro, Milano
  - Membro onorario dell'AIA, Stati Uniti d'America
- 1984 : Premio Commandeur des Arts et des Lettres, Parigi, Francia
  - Membro onorario del RIBA, Londra, Gran Bretagna
- 1989 :
  - Royal Gold Medal per l'architettura al RIBA, Londra, Gran Bretagna
- 1990 : Laurea honoris causa, Università di Stoccarda, Germania
  - Kyoto Prize, Fondazione Inamori, Kyoto, Giappone
- 1991 : Neutra Prize, Pomona, California, U.S.A.
- 1992 : Laurea honoris causa, Università di Delft, Paesi Bassi
- 1993 : Membro Onorario dell'American Academy of Arts and Sciences, Londra, Gran Bretagna
- 1994 : Membro Onorario dell'American Academy of Arts and Letters, U.S.A.
  - Premio Arnold W. Brunner Memorial, U.S.A.
  - BDA Honorary Fellowship, Stoccarda, Germania
  - Goodwill Ambassador dell'UNESCO
  - Chevalier, Ordre National du Mérite, Parigi, Francia
  - Premio Michelangelo, Roma
  - Premio per Actuactiones temporales de Urbanismo y Arquitectura della città di Madrid, Spagna
  - Accademia delle arti del disegno: eletto Accademico d’Onore il 14.10.1994
- 1995 : Art Prize of the Akademie der Künste, Berlino, Germania
  - Praemium Imperiale, Tokyo, Giappone
  - Erasmus Prize, Amsterdam, Paesi Bassi
- 1996 : Premio Capo Circeo, Roma, Italia
- 1997 : Premio “Telecom” per la comunicazione, Napoli, Italia
  - Diploma European Award for Steel Structures per l'Eliporto del Lingotto, Torino
- 1998 : The Pritzker Architecture Prize, Centre Pompidou, Parigi, Francia
- 1999 : Architetto Accademico Nazionale di San Luca, Roma
- 2000 : Officier, Ordre National de la Légion d'Honneur, Parigi, Francia
  - Leone d'Oro alla Carriera, Venezia
  - Spirit of Nature Wood Architecture Award, Helsinki, Finlandia
  - Premio Leonardo, Palazzo del Quirinale, Roma, Italia
- 2001 : Wexner Prize, Wexner Center for the Arts, Columbus, Ohio, U.S.A.
- 2002 : Honorary Doctor of Fine Arts Degree, Pratt Institute, New York, U.S.A.
  - Medaglia d'oro UIA (International Union of Architects), Berlino, Germania
  - Premio Michelangelo Antonioni per le arti, Auditorium di Roma, Italia
- 2003 : Medaglia d'oro all'architettura italiana, Triennale di Milano, Italia
  - Premio “Una vita nella musica – Artur Rubinstein”, Venezia, Italia
- 2004 : Grifo d'Oro, Comune di Genova, Genova, Italia
  - Italy-America Chamber of Commerce Business Cultural Award for 2003, New York, U.S.A.
- 2005 : Mc Kim Prize, American Academy di Roma, Villa Aurelia, Roma, Italia
  - Prix Acier 2005 al progetto Zentrum Paul Klee di Berna
- 2006 : Prix de la Fondation Cythière, Parigi, Francia
  - Medaglia D'oro all'Architettura Italiana al progetto High Museum of Art di Atlanta, Triennale di Milano, Italia
  - Lucy G. Moses Preservation Project Award for 2006 assegnato dal New York Landmarks Conservancy al progetto della Morgan Library, New York, U.S.A.
- 2007 : Wall Paper Design Award per il miglior nuovo edificio pubblico assegnato al progetto della Morgan Library – Londra, Gran Bretagna
  - Gold Award for Engineering Excellence assegnato da ACEC New York (American Council of Engineering Companies of New York) al progetto della Morgan Library, New York, U.S.A.
  - Society of American Registered Architects/New York Council's (SARA/NY) Project of the year award assegnato al progetto della Morgan Library - Battery Garden, New York, U.S.A.
- 2008 : Gold Medal, (AIA) American Institute of Architect, Washington, U.S.A.
  - Sonning Prize, Università di Copenaghen, Copenaghen, Danimarca
- 2009 : Premio alla Carriera, Premio Nazionale di Architettura IN/ARCH – ANCE (3ª Edizione), Milano
- 2010 : Premio Raffaello. Eccellenze del Made in Italy (1ª Edizione), Palazzo Produttori, Fermo, Italia
- 2011 : Premio Nonino 2011 “A un Maestro del Nostro Tempo” (36ª Edizione), Percoto di Udine, Italia
- 2013: Nominato Senatore a vita da Giorgio Napolitano
- 2014: Laurea Honoris Causa dalla Columbia University, New York, USA
- 2016: gli è stato dedicato un asteroide, 216241 Renzopiano[56]